# Pergamonmuseum
A Pergamonmuseum (magyarul: Pergamon Múzeum) Berlin és egyben Európa egyik leghíresebb múzeuma, amely a berlini Museumsinselen (Múzeum-szigeten) található. Ma az antik gyűjteménynek, az előázsiai és az iszlám művészetek múzeumának ad otthont. Mintegy 850 000 látogatója van évente. A múzeum nevét a fő látványosságáról, a Pergamoni Zeusz-oltárról kapta.
A múzeum felújítás miatt 2023. október 23-tól várhatóan 2027 tavaszáig zárva tart!

## A múzeum története
A múzeum története két fő szakaszra tagolódik. Az első szakaszban Fritz Wolff vezetésével 1897 és 1899 között épült meg a mai Pergamonmuseum elődjének múzeumépülete, melyet II. Vilmos német császár 1901. december 18-án avatott fel.
A második szakaszban a Pergamon Múzeum mai hatalmas méretű, dísztelen múzeumépülete 1910 és 1930 között épült Alfred Messel és Ludwig Hoffmann tervei alapján. A tervezésben Wilhelm Wille, Walter Andrae és German Bestelmayer is részt vett.
Németországnak a második világháború utáni megosztásával a gyűjteményt is megosztották. 1959-ben a Pergamonmuseumot Kelet-Berlinben nyitották meg újra, míg a Nyugat-Berlinben található kiállítási darabok 1995-ig a charlottenburgi kastélyban kaptak helyet.

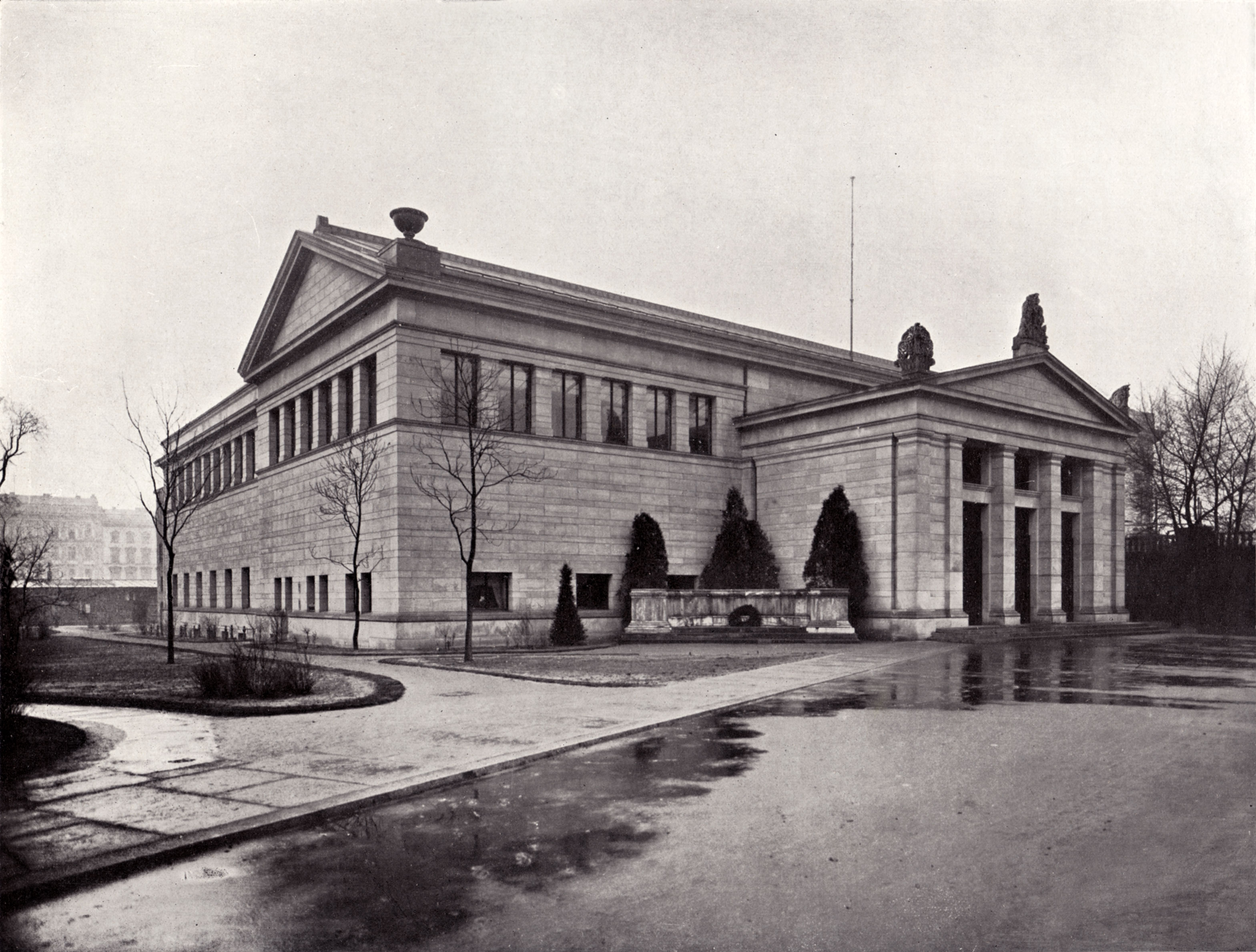
Az első Pergamonmuseum épületének távlati képe

## A múzeum gyűjteményei

### Antik gyűjtemény
Az antik gyűjtemény története a brandenburgi fejedelmekig megy vissza, akik az ókor klasszikus darabjait gyűjtötték. A gyűjtemény tulajdonképpen 1698-ban egy római archeológus gyűjteményének megvételével jött létre, ami csak az Altes Museum 1810-es megnyitásával vált a nagyközönség számára megtekinthetővé. A gyűjtemény jelentős része a görögországi, kis-ázsiai területeken (Olümpia, Számosz, Pergamon, Milétosz, Priéné és Didüma) végzett ásatások leleteivel egészült ki.

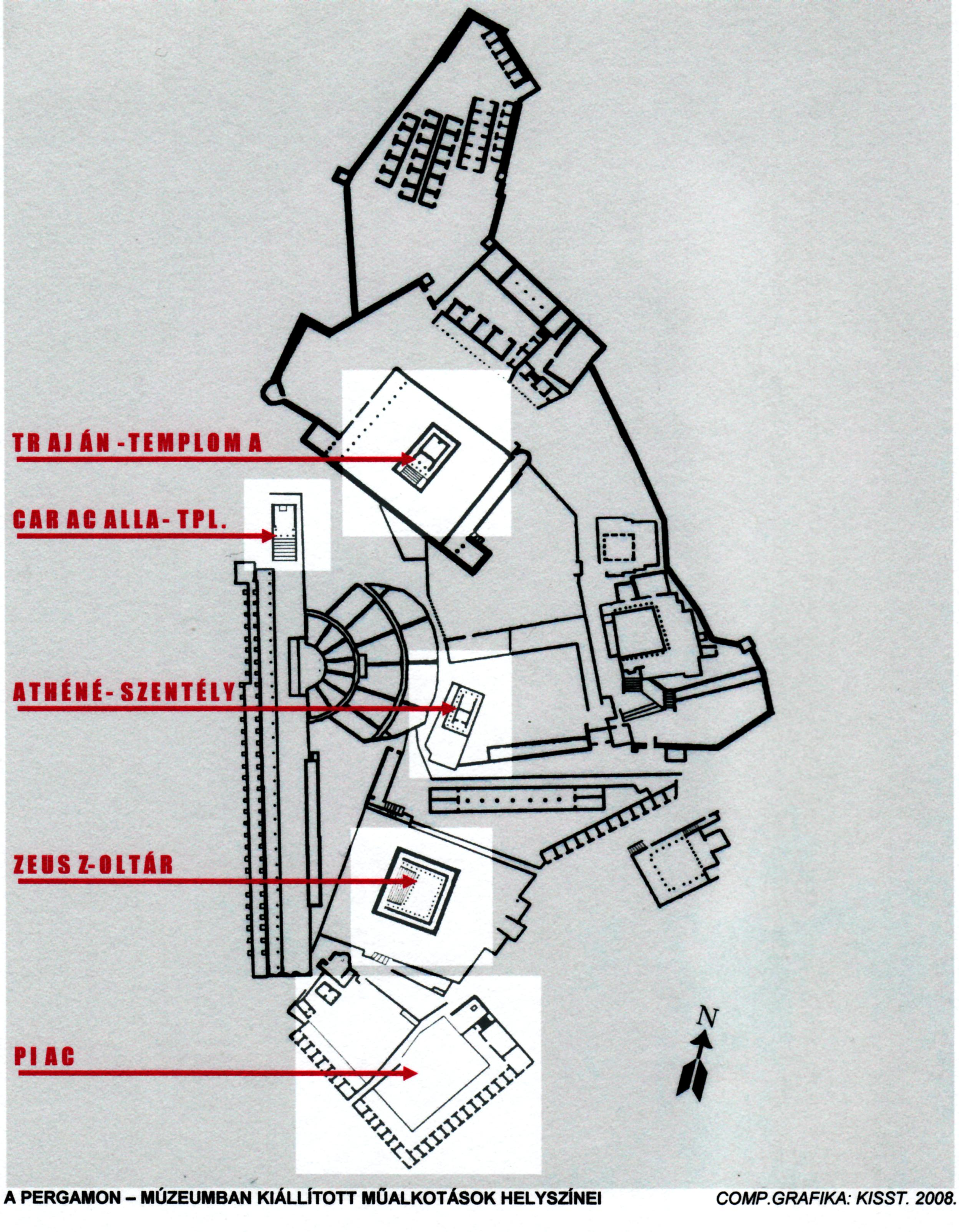
A gyűjtemény fő darabjainak helyszínei (KT)

Az antik gyűjtemény kiállítóterei a Pergamonmuseum középső traktusában, valamint az északi szárnyban helyezkednek el. Az itt kiállított antik építészeti alkotások, plasztikák és kisművészeti alkotások tizenkét évszázadot fognak át, bepillantást nyújtva a görög-római ókor társadalmainak kultúrájába és művészetébe. A kiállított műalkotások a legismertebb kultúrcentrumok műalkotásainak sokrétűségét és jellegzetességét bemutatva (lelőhelyeik tekintetében a görög anyaországot, a tőle keletre levő Égei-tengeri szigeteket és Kis-Ázsiát, nyugatra és északnyugatra Itálián át a Rajna-vidéket és Galliát, északkeletre pedig a Fekete-tengertől Észak-Afrikáig), időrendben és területileg elrendezve tárulnak a látogató elé.
- A gyűjtemény egyik fő attrakciója az első csarnok nyugati fala előtt felállítva uralkodik a helyiségen: a római kori Milétosz hatalmas méretű piaci kapuépítménye. A „Markt-Tor” tulajdonképpen egy szimmetrikus elrendezésű, kétszintes homlokzatarchitektúra, két előugró oldalszárnnyal, számtalan szépen kidolgozott építészeti elemmel (tagozattal). Mint a szemben lévő pergamoni „Trajans-Halle”-ban kiállított modellről megtudható, az építmény a déli piac északkeleti sarkán állt. (Egy Milétosz (település)|Milétoszi polgár alapítványából, i. sz. 165-ben létesítették márványból, egy a korábbi hellenisztikus kori kapu helyén, annak átépítésével. I. sz. 900–1100 között egy földrengésben megsemmisült, 1903–1905-ben tárta fel Th. Wiegeland és H. Knackfuß).
- Ugyancsak Milétosz (település)|Milétoszból származik a csarnok középrészén kiállított, Orpheuszt rókával és hollóval ábrázoló üveg-márvány mozaikpadlózat (i. sz. 2. század második fele), amely eredetileg egy polgári ház ebédlőtermét díszítette.
- A kiállítócsarnok sarkán és szembeni oldalfalánál felállított homlokzati oszlop-építmények Traianus és Caracalla pergamoni templomairól származnak, úgyszintén innen való két kolosszusfejezet is.

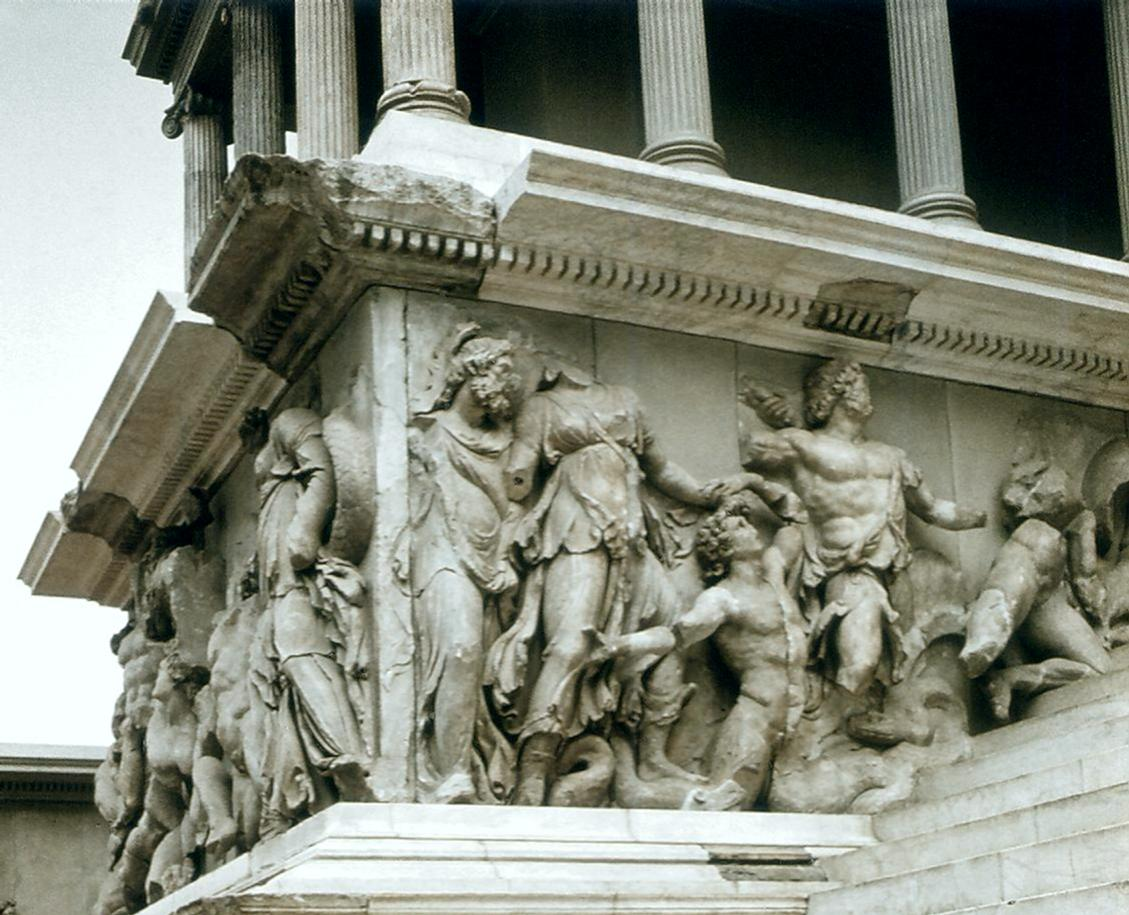
A Zeusz-oltár részlete (Fotó: KT)

- A múzeum kétségtelenül legnagyobb vonzerőt kiváltó, névadó együttese a „Pergamoni Zeusz (Athéné) oltár” feltárt leletanyaga, részben rekonstrukciós felállítással, részben a csarnok („Telephos-Saal”) körítőfalain felsorakozó reliefszalagokkal. A pergamoni királyság fénykorában, i. e. 180–159 között II. Eumenész uralkodása alatt Zeusznak és a városvédő Athénének hálaként létesítették, a Pergamont és szomszédos part menti városokat fenyegető galaták (kelták) ellen nyújtott isteni támogatásért. Feltárása a pergamoni vár ásatásai során, 1878/86 között - több kampányban - történt, Carl Humann német mérnök irányításával. A várhegy oldalában elkülönülten, csodálatos szép környezetben álló szentély helyén ma csak az alapjai lelhetők fel, a felépítmény ide került. A kiállítási csarnokban a 36,44×34,20 méter alapú szentélyből csak annak a szabad lépcsősort is körülvevő nyugati oldala, s ennek két szélső szárnya lett felállítva, az ide tartozó reliefsorokkal. A feltárt, s a szentély legfőbb további művészi értékét képviselő (2,30 méter magas) reliefszalagokat (szakaszokat) a terem körítőfalaira erősítve mutatják be. Témájuk mitologikus, az istenek és gigászok (félistenek) harcát ábrázolják. A felvezető szabadlépcső előtti fő reliefsor Telephosz (Pergamon alapítójának) legendáját ábrázolja.
- A terem középrészén, a padlózatban helyezték el II. Attalosz várbeli palotájának (Héphaiszteion) mozaikpadozatát (kőmozaik, i. e. 150 körül).
- Az oltáregyüttest befogadó terem bejáratát a II. Eumenész által építtetett Athéné-szentély kétszintes (dór/jón portikuszából alakították ki (i. e. 2. század második fele).
- A görög-jón szobrászatot és kisművészeti alkotásokat befogadó termek kiállított művészeti tárgyaiból teljes keresztmetszetében kirajzolódik az antik görög-hellén kultúra és művészet fejlődése, a környező térségekből érkező hatások (Kis-Ázsia, Egyiptom) be- és ráépülése anyag-, tematika- és stílus tekintetében. (Nőszobor gránátalmával – az archaikus mosolyú „Berlini Istennő” Dél-Attikáról, i. e. 575 körül stb).
- Az antik római művészet görög kultúrára lapolódása, majd önálló kibontakozása, az első császárok korának mintegy két évszázadra jellemző másolatkészítéstől (Platón mellszobra) a tipikusan római művészeti alkotások megjelenéséig (Caracalla mellszobra i. sz. 211 körül, Kentaurmozaik Tivoliból, i. sz. 2. század) és birodalom szerte észlelhető elterjedéséig (Thészeusz-Minótaurosz bronz szoborcsoport Aphrodisziaszból, késő 1. század) a tárgyi emlékekkel gazdagon megtöltött kiállítótermekben tanulmányozható.

### Közel-keleti gyűjtemény

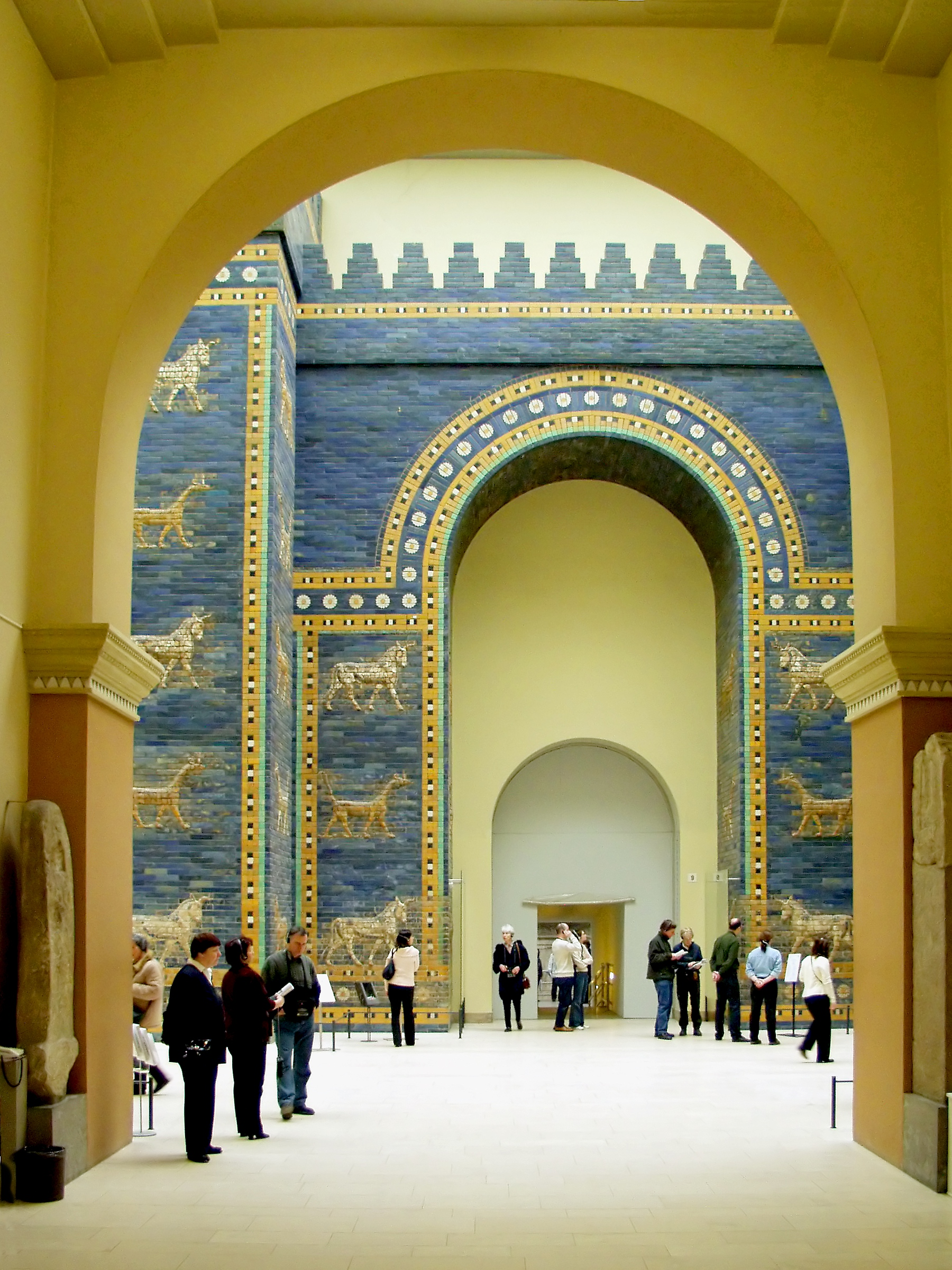
Az Istár-kapu

Az Elő-ázsiai Múzeum a Louvre, a British Museum és az Anatóliai Kultúrák Múzeuma mellett az orientális ókor (őskor) legjelentősebb gyűjteményének számít. 2000 négyzetmétereses kiállítási területén nyújt ismereteket Kis(Elő-)-Ázsia 6000 évnyi időszakot átfogó történelméről, kultúrájáról és művészetéről. A gyűjtemény a Pergamon Múzeum keleti szárnyában, 14 teremre osztva helyezkedik el. A jelentős építészeti emlékek, reliefek és kisobjektumok mutatják be világhírű jelentőségét azoknak a német tudósoknak, akik kiásták őket. Ezek a sumér, babiloni, asszír és észak-szíriai, kelet-anatóliai térségekről származnak, amelyek napjainkban Irak, Szíria és Törökország területéhez tartoznak. A kiállított leletek sokrétűségét és különösen nagy számát csak a múzeum részletes kiállítási vezetőfüzetből lehet áttekinteni.
- Az írás i. e. 4. évezredbeli kifejlődéséhez, a sumérek művészetéhez és kultúrájához Uruk leletei nyújtanak kulcsot (4. terem). Agyagtáblákon és bélyeglenyomatokon keresztül terjedt el az írás (írásbeliség) az egész közel-keleti térségben.
- A múzeumépület központi része (8. terem) váltja ki az egyik felfokozottabb érdeklődést. Ott az érdeklődő látogatót az óriási méretű, pompás, és ragyogó színeiket mindmáig megtartott reprezentatív babiloni építmények várják: az ünnepi felvonulás útja, az Istár-kapu (i. e. 6. század kezdete), valamint II. Nabú-kudurri-uszur (i. e. 604–562) király tróntermének díszített falfelületei. Ezeket az eredetileg használt mázas színes téglák számtalan töredékeiből összegyűjtve – eredeti valós méretükben – rekonstruálták. A falfelületeken – Babilon istenségeinek szimbólumaiként – oroszlánok, bikák és sárkányok jelennek meg.

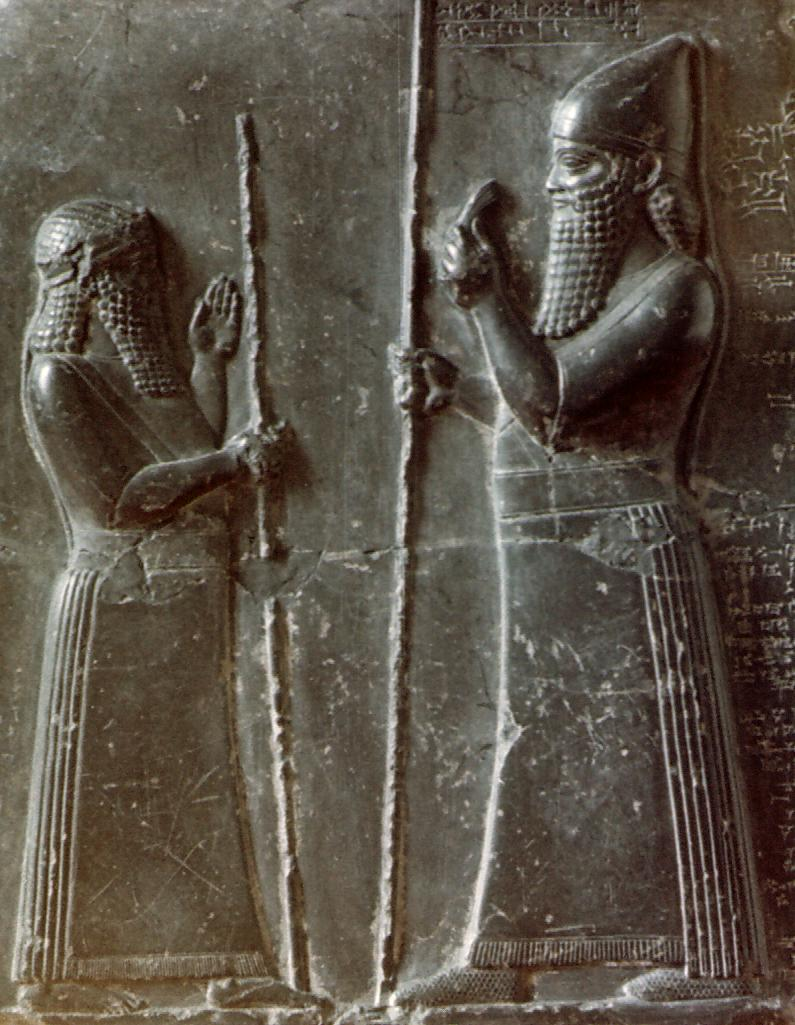
„Babilon-Saal”, II. Marduk-apla-iddína törvényoszlopa (i. e. 721–711 körül) Fotó:KT

- A „Babilon-Saal”-ban különleges figyelmet keltve látható Marduk városvédő isten főszentélyének, Bábel tornyának modellje, valamint Hammurapi király híres törvényoszlopának egy másolati példánya.
- Uruk rekonstruált templomának homlokzatai (5. terem) az elő-ázsiai monumentális architektúra i. e. 3. és 2. évezredi műveinek további különlegességeit jelentik. Egy homlokzatot színezett, égetett agyagszegecsekkel díszítve, valamint máshonnan előkerült nagyméretű, égetett téglából létrehozott reliefeket.
- Különleges jelentőséggel bírnak a korabeli Assziria fővárosából, Kalhuból származó palotareliefek (i. e. 9. század). Egy újasszír palotaegyüttes rekonstrukciója sorsán egy eredeti ajtónálló meseszerűen megformált alakjáról készített öntvény. Az i. e. 2–1. évezredbeli asszírok művészi és kézműves ügyességét és szakszerűségét korsók, ékszerek, szerszámok, agyag- és kőreliefek, továbbá különféle anyagokból készített kisplasztikák mutatják be.
- Bogazköyből származó, változatos funkciójú kislelelek (3. terem) képviselik a hettita korszakot (i. e. 2. ezred), kerámiák, bronzfegyverek, pecsétnyomók, íráspróbálkozások, továbbá az újhettita-kori Sakcagözüből, származó háromalakos – oroszlánvadászatot ábrázoló – orthosztát (i. e. 8. század). A termek közötti átjáróban helyezték el a Boghazköy (Hattuszasz) déli városkapuját védő két kőszfinxet (i. e. 1325 körül).

### Éremgyűjtemény
A múzeumegyüttesben őrzött mintegy 500 000 példányt képviselő numizmatikai gyűjtemény az i. e. 7. századi kis-ázsiai megjelenésétől kezdve a pénz-érem használatnak a 21. századi érem és medaillon darabokig teljes időrendjét felöleli. A Bode Múzeum századik születésnapja alkalmával az éremgyűjtemény egy hatesztendőnyi tartamra terjedő rekonstrukciót bonyolított le, ezt követően 2006-ban a gyűjtemény a Bode Múzeumban ismét megnyílt. Azonban mindemellett a Pergamonmuseum keretében továbbra is fennmaradt egy mintegy 2000 darabnyi különleges jelentőségű antik éremből álló kollekció. Ez a gyűjtemény távlatban az Altes Museumban és a Museum für Vor- und Frühgeschichtében fog véglegesen helyet kapni.

### Az Iszlám Művészetek Múzeuma
Az iszlám vallású népek művészetét bemutató múzeum a Pergamonmuseum állandó kiállításaként az épület déli szárnyában helyezték el. A műalkotások a Spanyolországtól Indiáig terjedő térséget ölelik fel. Súlypontban azonban kifejezetten a Közel-Kelet és Egyiptom áll. A tizennyolc kiállítási teremben építészeti elemektől a könyvművészet tárgyai, szőnyegek, fa- és elefántcsont metszetek, kerámiák, bőrdíszművek és fém tárgyi emlékek tekinthetők meg. A műalkotások mintegy ezeresztendős időintervallumot ölelnek fel, mindezek történelmi és geográfiai összefüggések súlypontjainak megfelelően rendezve.
- Az iszlám képzőművészet eredetét és kifejlődése tekintve mindenütt az építészeti dekorációtól kiindulva, az iparművészeten (Kunsthandwerk) és ékszerkészítésen át vonul egészen a könyvművészetig. Kiemelkednek ebből – részben a mindenkori különböző anyagokból előállított – az építészeti alkotások térbeli hatását kiváltó és fokozó architektonikus dekorációk, mint a mshattai (korai iszlám-kor) kőhomlokzatok, a samarrai paloták ásatásaiból előkerült stukkó-falmaradványok, az Aleppóból származó festett faburkolatok, és a törökországi, iráni szeldzsuk-kori imafülkék falkerámia burkolatai.
- Az iparművészet terén számtalan anyagféleség jelenik meg: korsó (váza) kerámiák, fémmunkák, fa- és csontfaragványok, üvegek, textíliák és szőnyegek.
- A könyvművészeti gyűjteményben változatos kiállítási elemeket képviselnek a mogul-korból származó miniatúrák és az arab-perzsa kalligráfiák. Az írásművészeti (kalligráfia) az okmánygyűjtemények közül a török 16–18. századi oszmán korszak emlékei is kiemelkednek.
- A Szamarrában 1911–13 között folytatott ásatások anyaga többségében Berlinbe került, és itt, a „Samarra-terem”-ben került bemutatásra. (Samarra 838–883 között az abbászida kalifák székhelye, ezt megelőzően a székhely Bagdadban volt, e virágzó korszak kimagasló személyisége Hárun ar-Rasíd (786–809). Két hatalmas mecset, lakóházak, sportlétesítmények tárgyai jellemzik e kort.
- Az „Egyiptomi terem”-ben mindenekelőtt a mameluk-korszak (1250–1517) kíván figyelmet (a fátimida-korszak fametszetei, figurális darabok, arabeszk-dekoráció, elefántcsont faragványok, kis állatfigurák, kisplasztikák).
- A mameluk-korszakból a Szíriában virágzó üvegipar és üveg-, zománcművészet tárgyai szerepelnek.
- Külön kiállítási csoportot képvisel a szőnyegművészet, annak területi és stílusbeli változatai szerint.
- Ugyancsak külön kiállítási tárgycsoportként jelennek meg az Alhambra födémlefedések művészi elemei, boltozások, faszerkezetek, burkolatok.
- Az Iszlám Múzeum kivételes jelentőségű gyűjteményét a „Msatta-terem” anyaga képezi, amelyet 1840-ben fedeztek fel (reliefek, fedett homlokzatok a Msatta palotából).
- A „Szeldzsuk terem” kiállítási anyaga Kis-Ázsiából származik, melynek egyik fő objektumát a konyai kis moszké, továbbá több kerámiadíszítéses imafülke képviselik.

### Néprajzi Múzeum
A néprajzi gyűjtemény alapvető feladta a történelem egyes korszakai kulturális és mindennapi életének eszköztárát és azok használati jellegzetességeit bemutatni. Ennek a múzeum(rész)nek a jelentősége a második világháború nagy károsodása (mintegy 80%-os megsemmisülés) felszámolásával bontakozott ki, illetve azt követően rohamosan fejlődött, és már 1957-ben a tradicionális néprajz tárgykörében önálló kiállítással jelentkezett.
- A folyamatos gyűjtés és feldolgozás eredményeképpen pedig már 1961-ben létrejött az önálló szakterületeket felölelő kiállítás. Ez idő alatt számtalan időszakos kiállításnak is otthont adott.
- A néprajzi múzeum (gyűjtemény) az 1889-évi alapítása óta ad otthont a Rudolf Virchowhoz és munkásságához tartozó bemutató emlékanyagnak is.
- 1960-ban sikeres kampányt szerveztek a Keleti-tenger menti halász–tengerész életmód tárgyi emlékeinek felkutatására és feldolgozására.
- Az 1964-ben megrendezett külön kiállítás a „Mezőgazdaság régen és ma” címmel az átalakuló agráréletről adott képet.
- Az 1970-es évektől folyamatos gyűjtést végez a városi-, főleg nagyvárosi életmód alakulása és átalakulása témakörben, az indusztriális és posztindusztriális társadalom jellegzetes tárgyi és szellemi elemeiből.

Több jel arra mutat, hogy e gyűjtemény napjainkban átalakulóban van, az aktuális honlap szerint ide kerül elhelyezésre például a mindeddig a Pergamon Múzeumban levő, önálló éremgyűjtemény is.

## Galéria

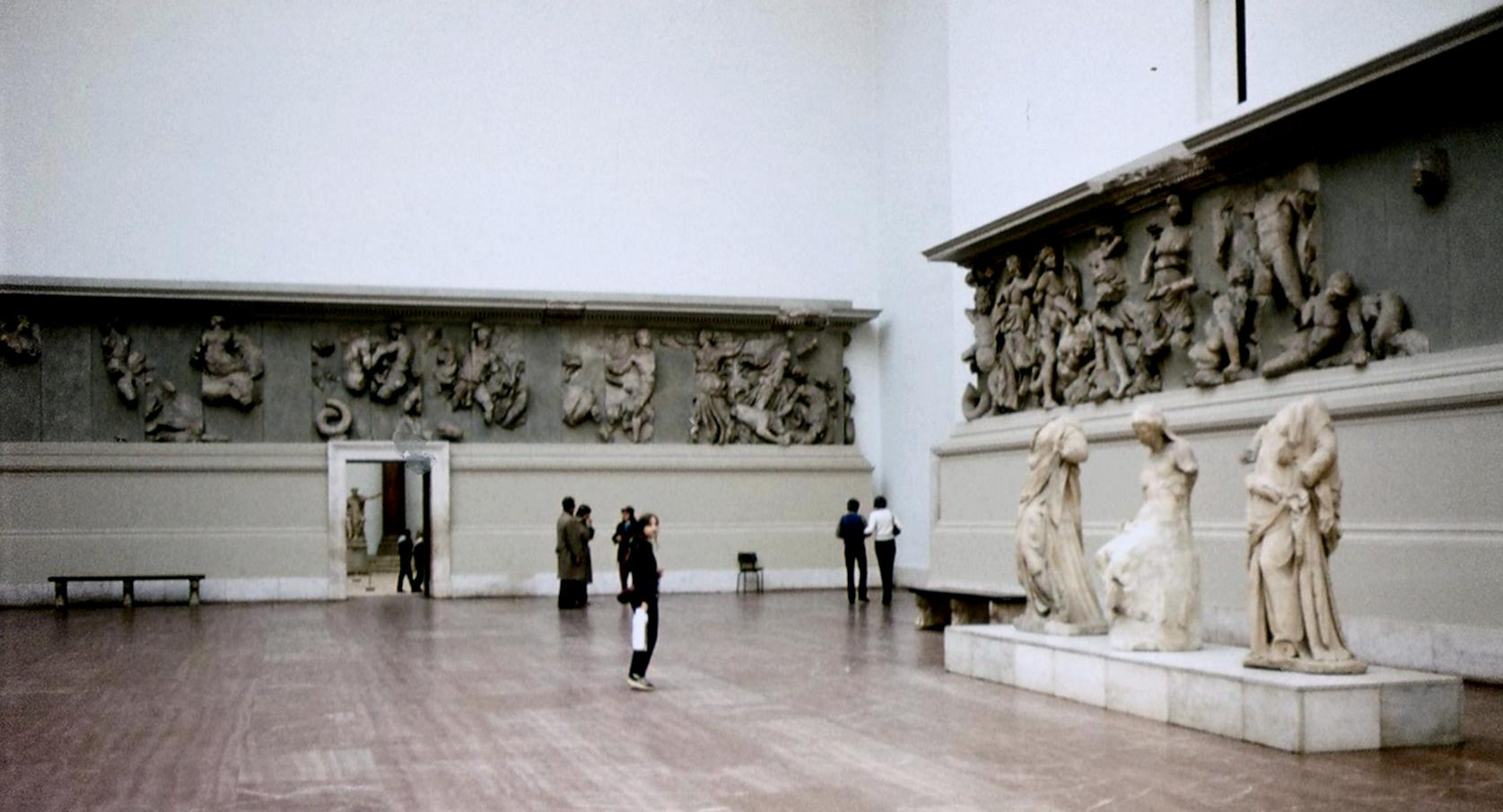
U.n. „Telephus-Saal”. A pergamoni Zeus-Oltár relief-frízei, előtérben szoborleletek
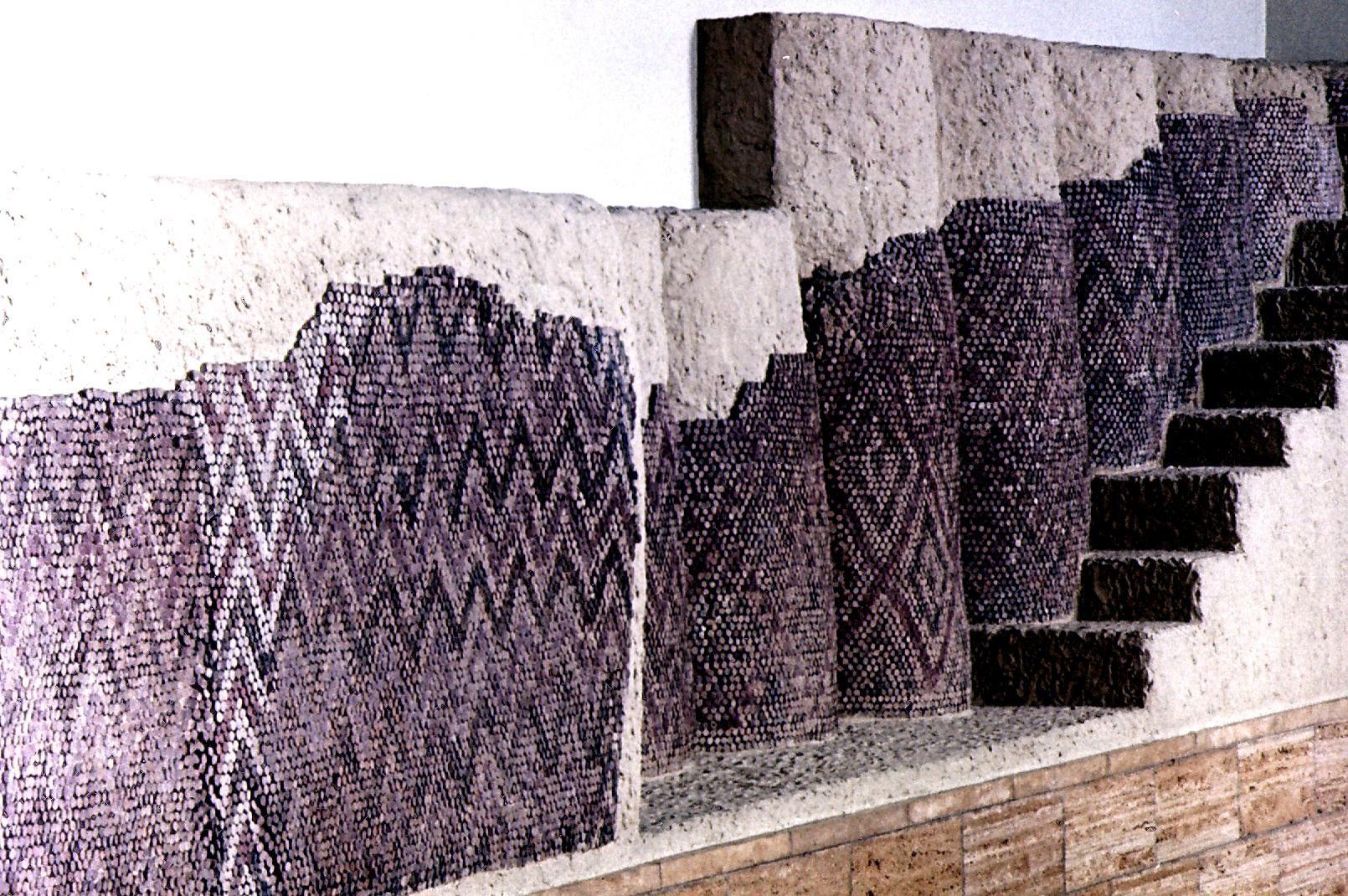
5. terem: Égetett agyag szegekkel díszített pillérek Urukból
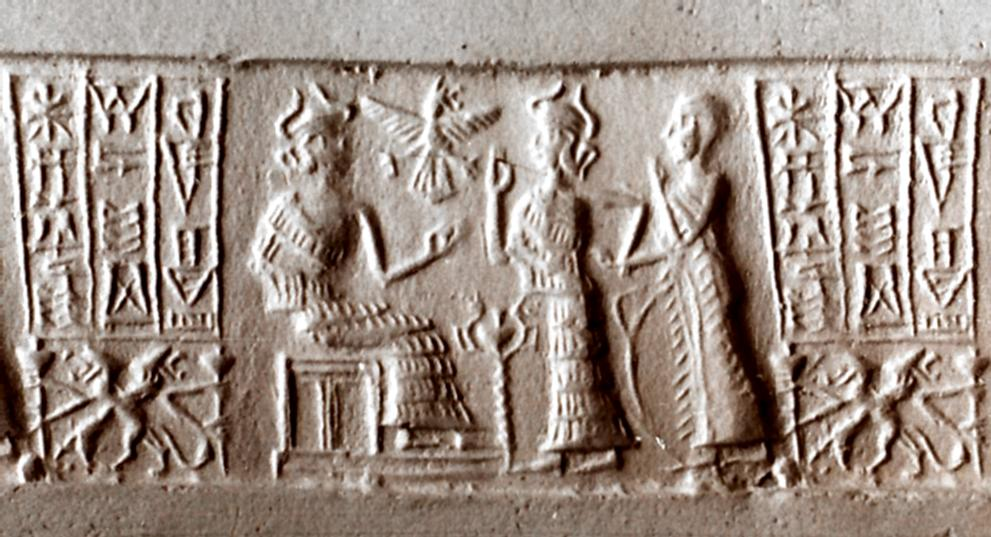
4. terem: Pecsétlőhenger gipsz lenyomata
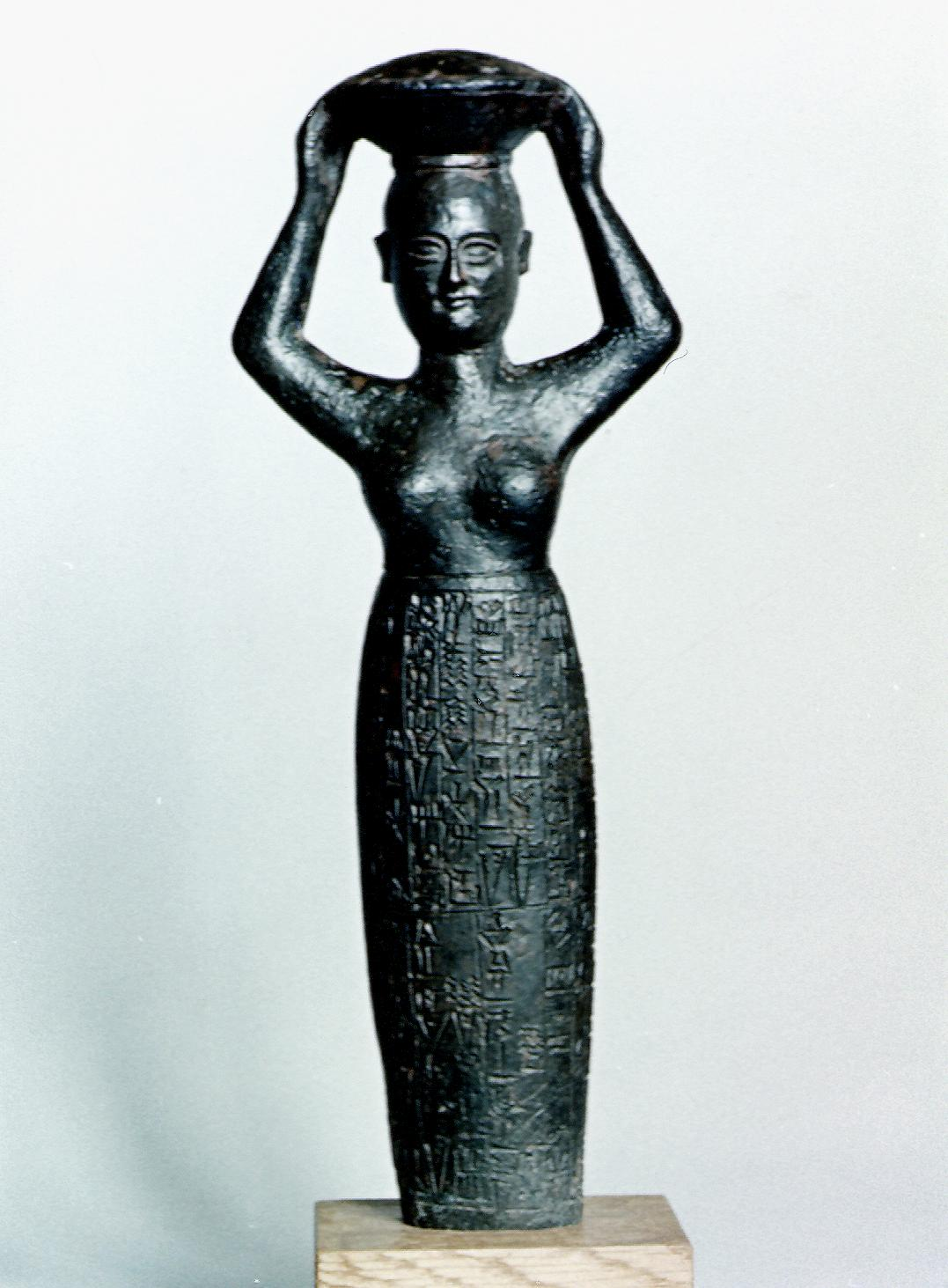
Bronz nőszobor, ruházatán hieroglifikus írásjelekkel.
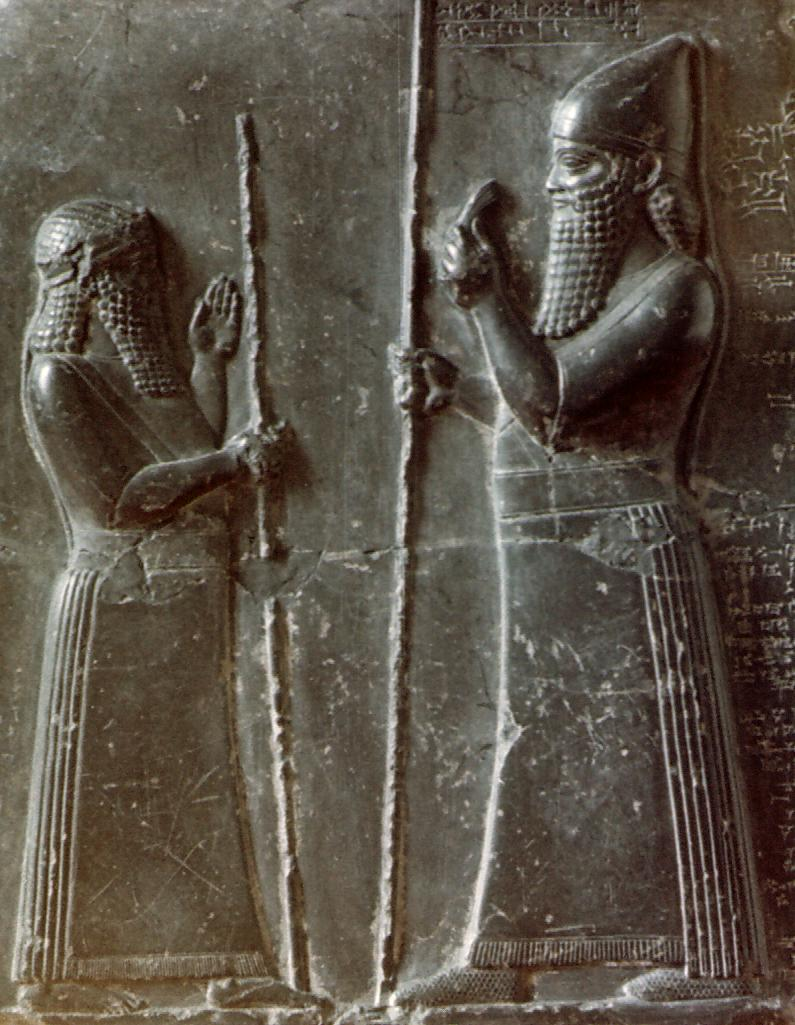
„Babilon-Saal”: II. Marduk-apal-iddina törvényoszlopa. Babilon, i. e.721-711 k.
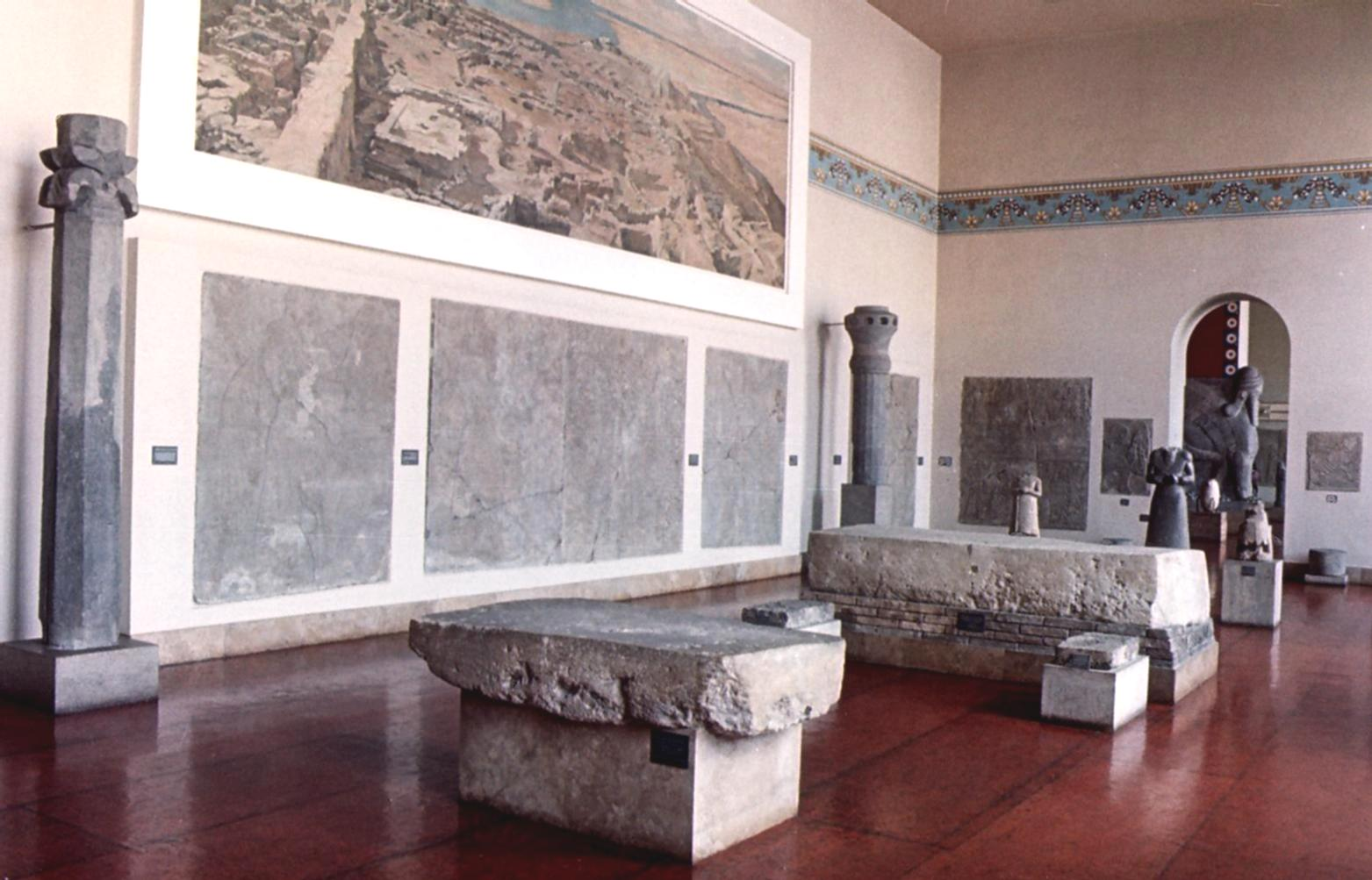
Kalach/Nimrud-ból származó épületrészletek (i. e. 9. sz. k.)
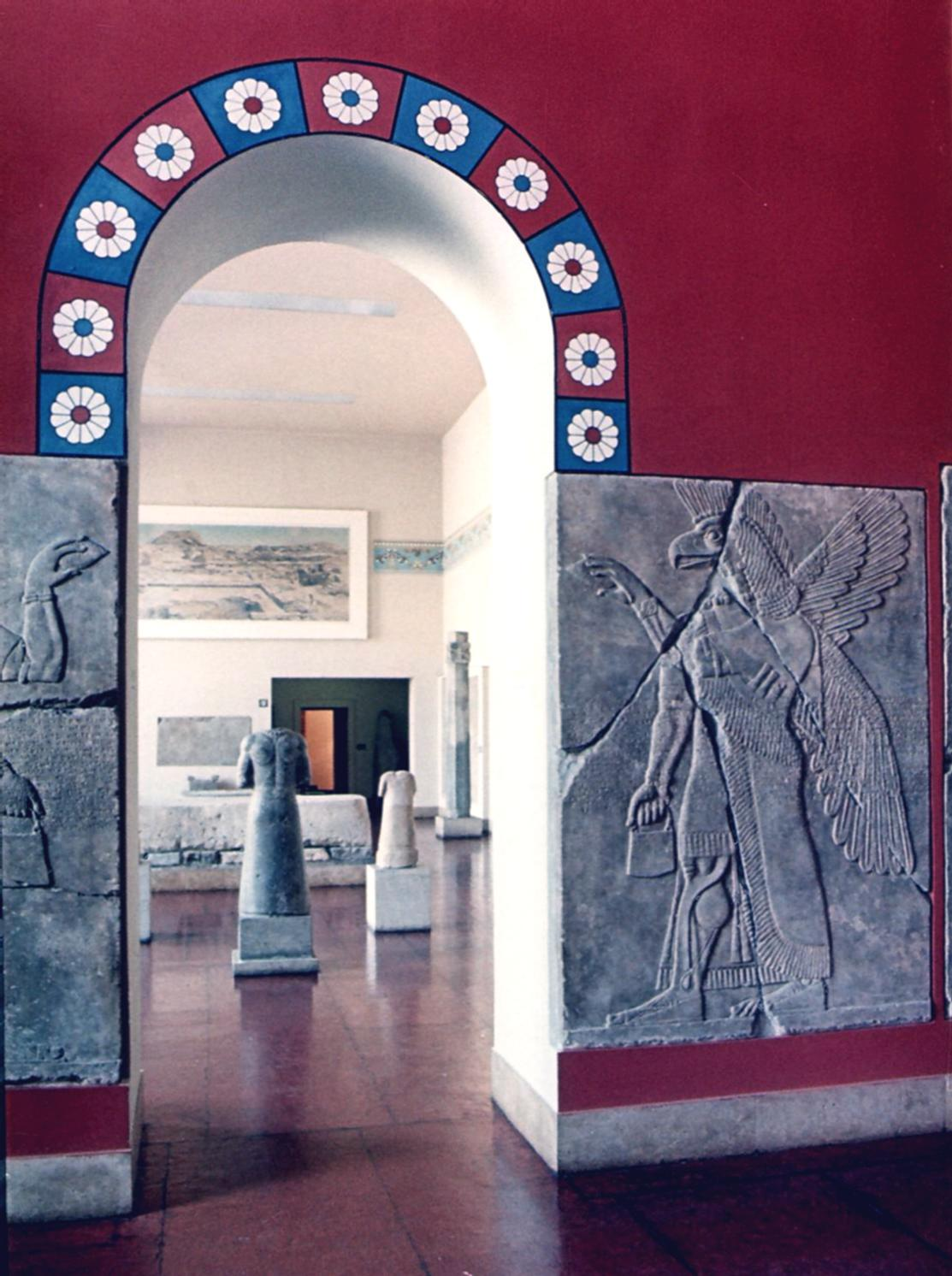
Orthosztátok Kalach/Nimrud-ból (kapuvédő sólyomemberek, i. e. 9. sz.)
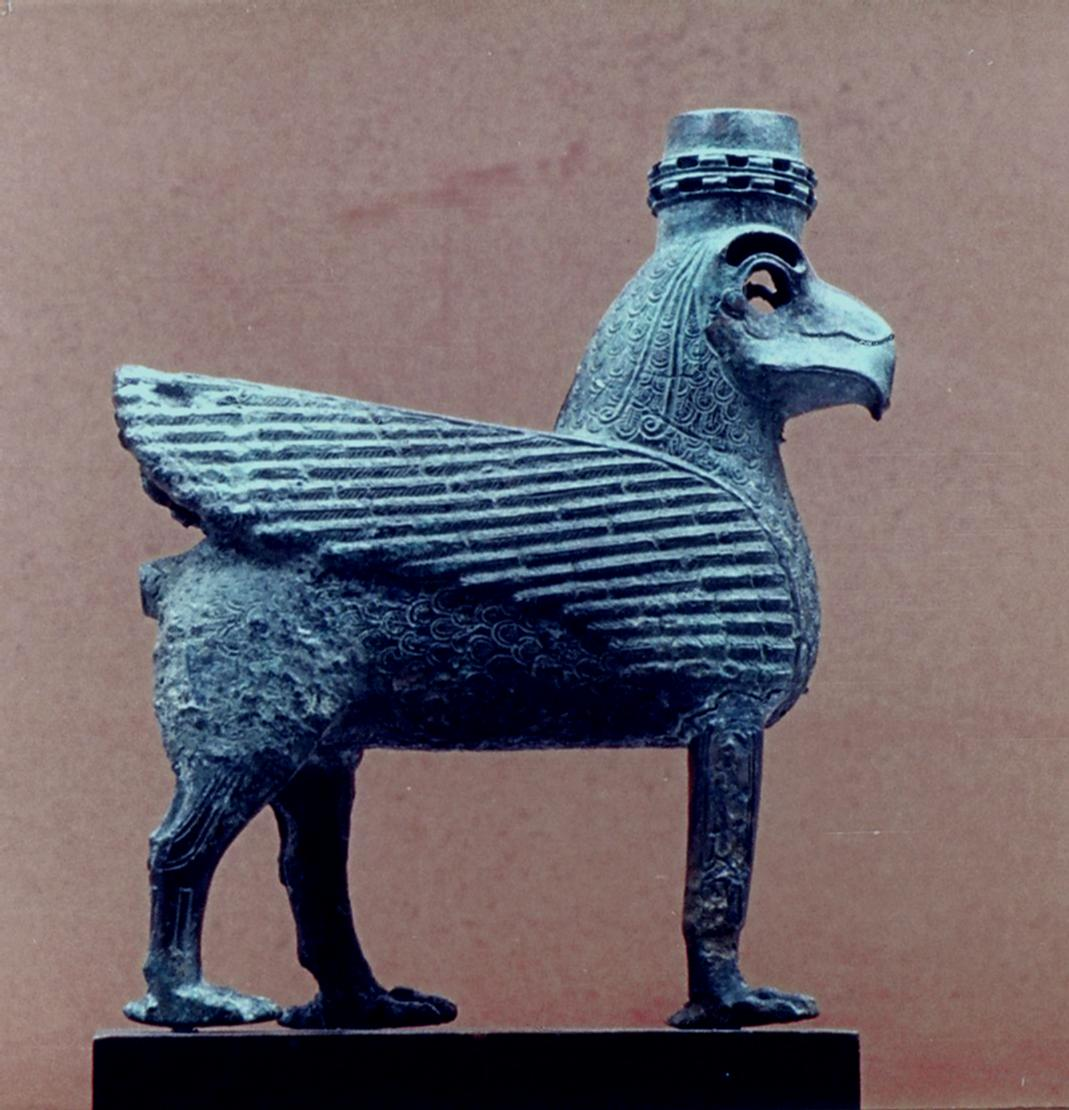
Madárfejű, kutyatestű bronzfigura Kalach/Nimrud-ból (i. e. 9. sz. k.)
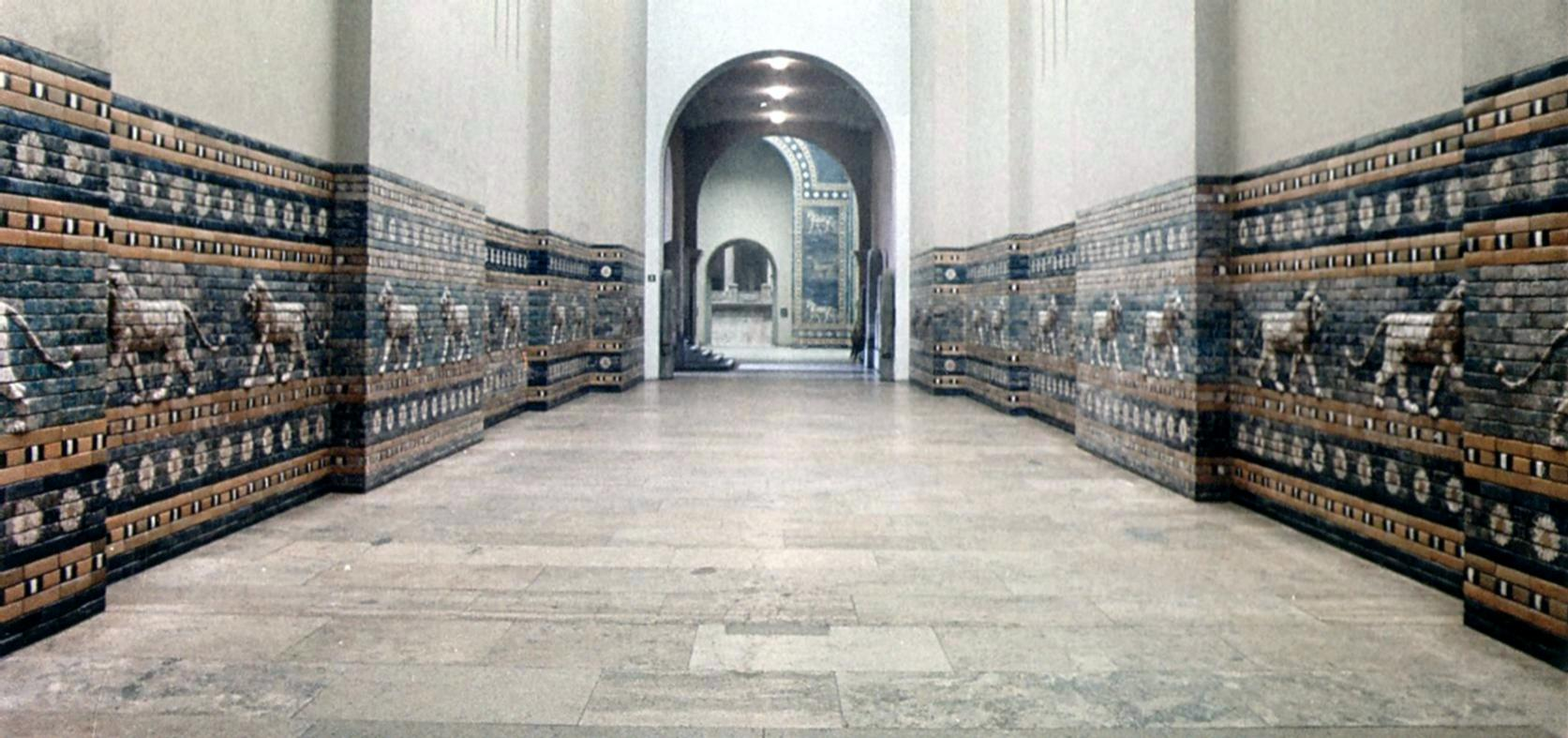
Az Istar kapuhoz vezető ünnepi útvonal festett téglareliefjei (Babilon, i. e. 580 k.)
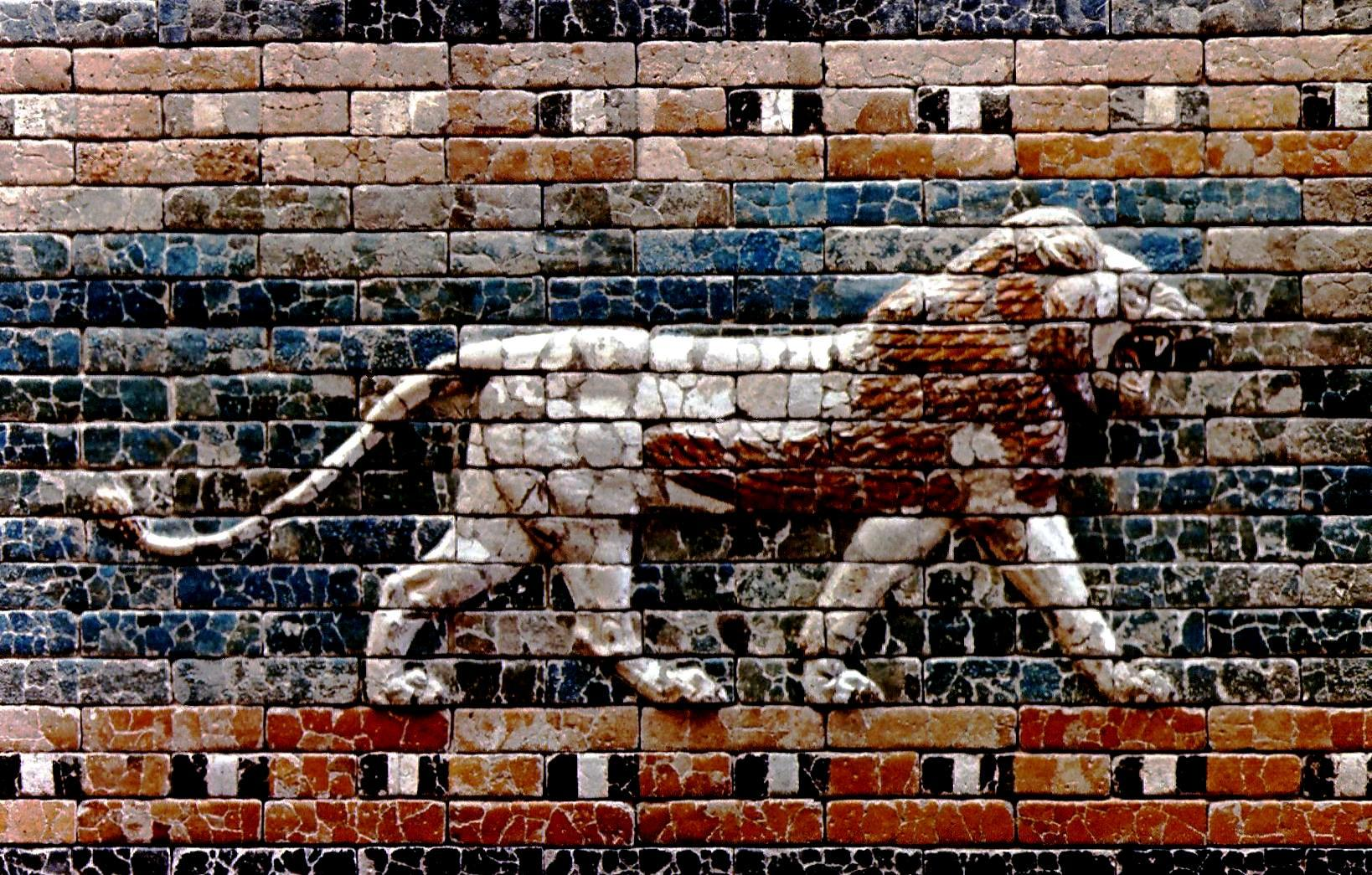
„Babilon-Saal”: Oroszlánt ábrázoló részlet az Istar-Kapuról (Babilon, i. e. 580 k.)
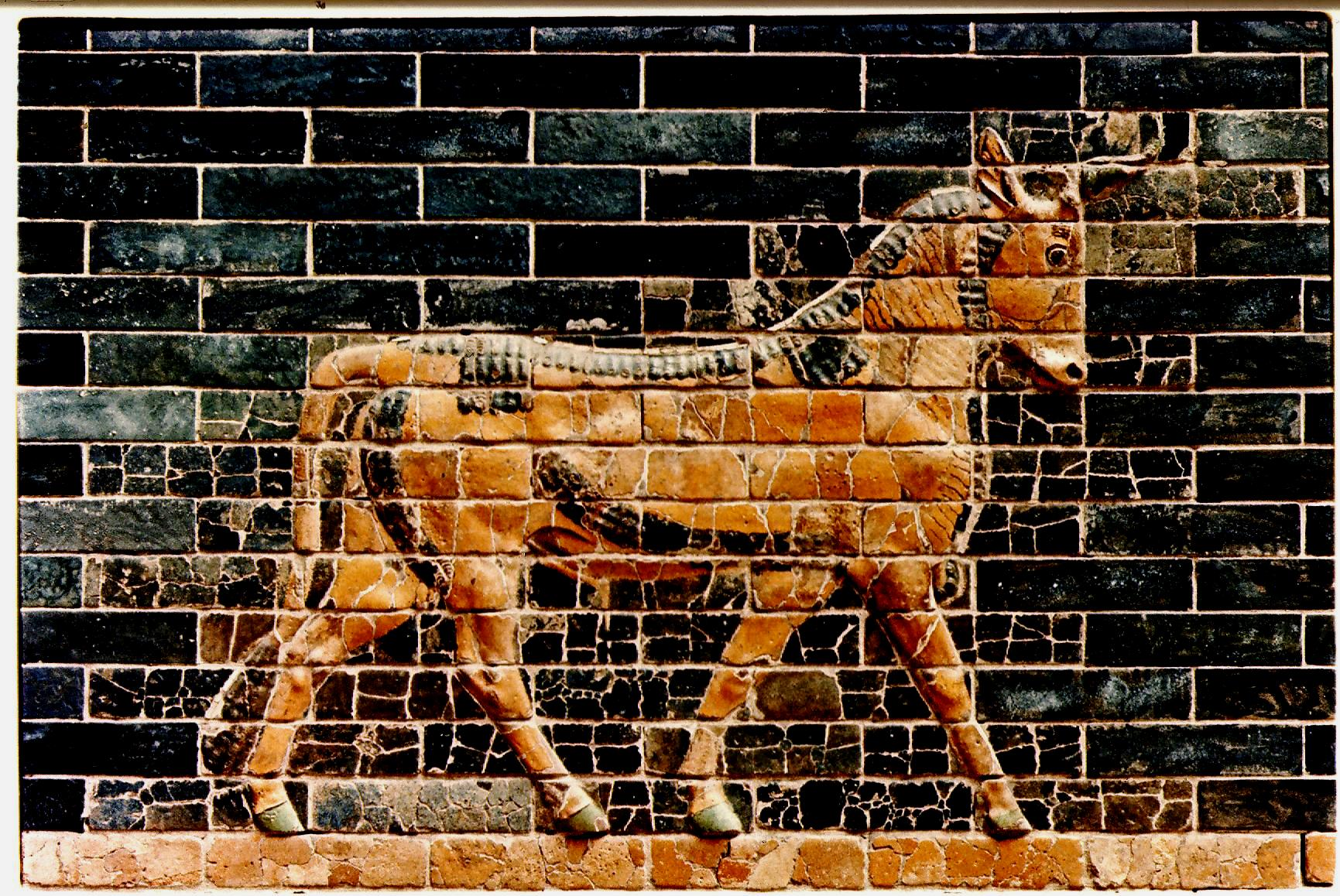
„Babilon-Saal”: Bikát ábrázoló részlet az Istar-Kapu (Babilon, i. e. 580 k.)
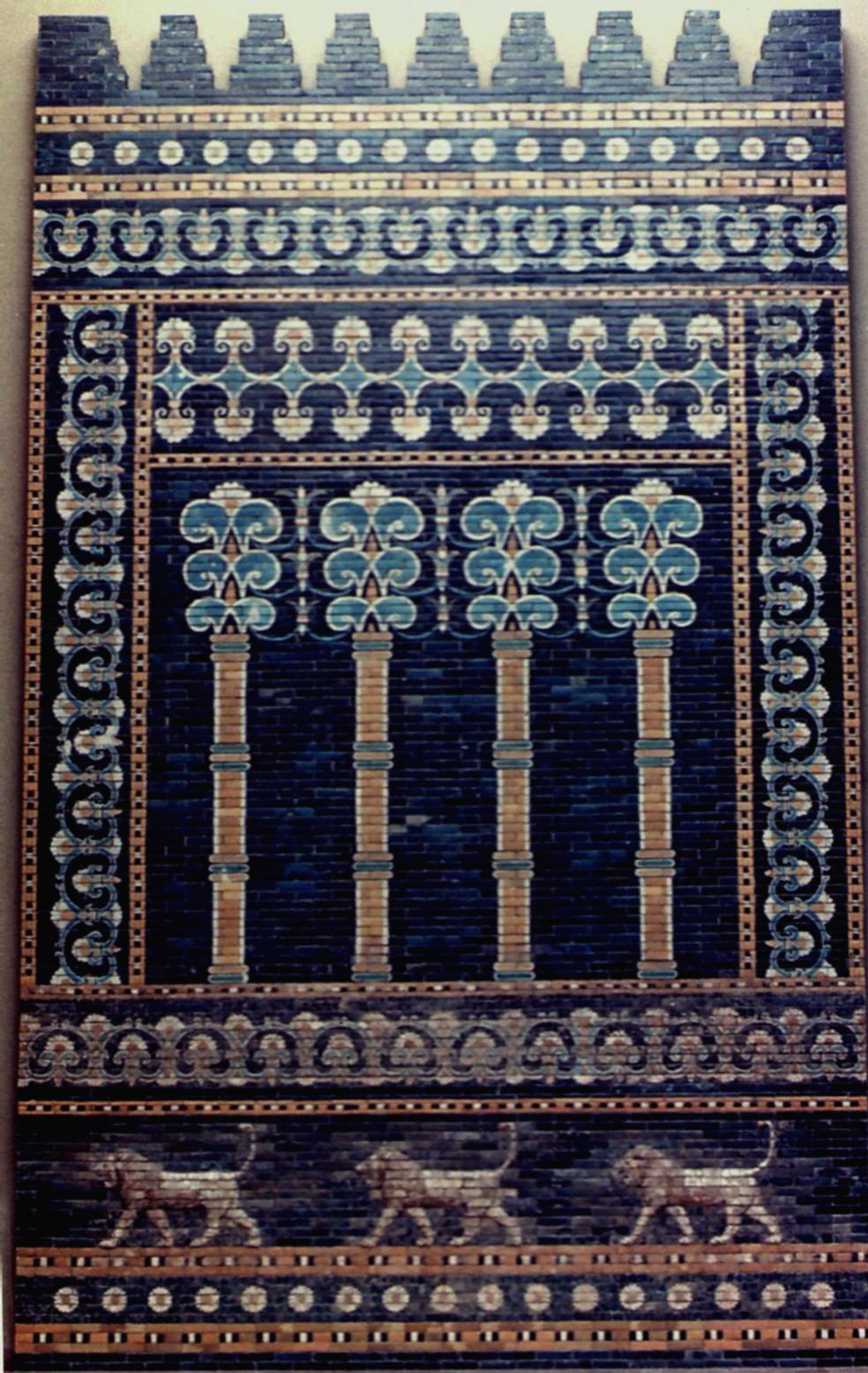
„Babilon-Saal”: Trónterem színes kerámia falborítása. Babilon, i. e. 580 k
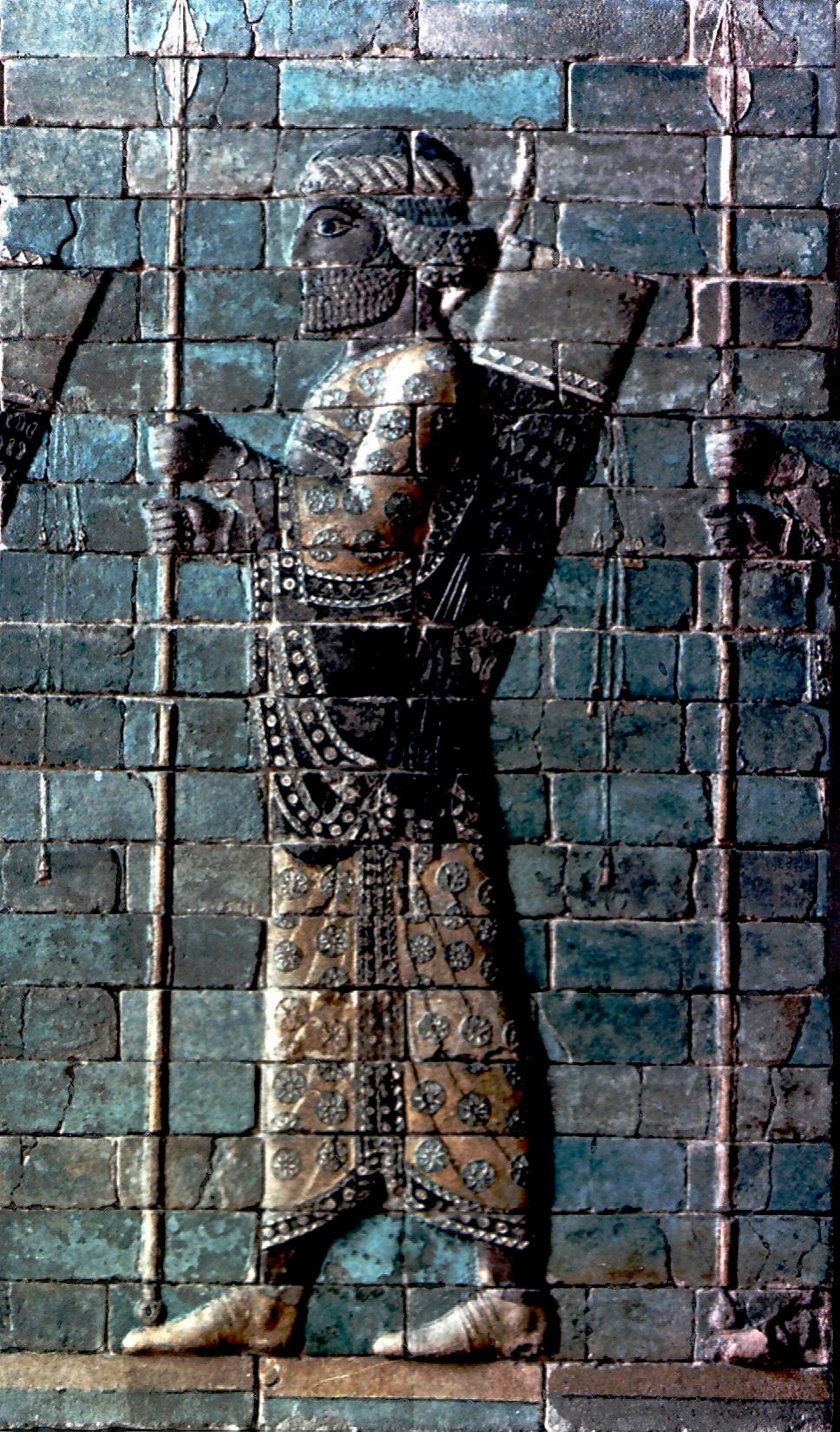
Susai fegyverhordozó, színezett, mázas téglarelief, i. e. 521-486 k.
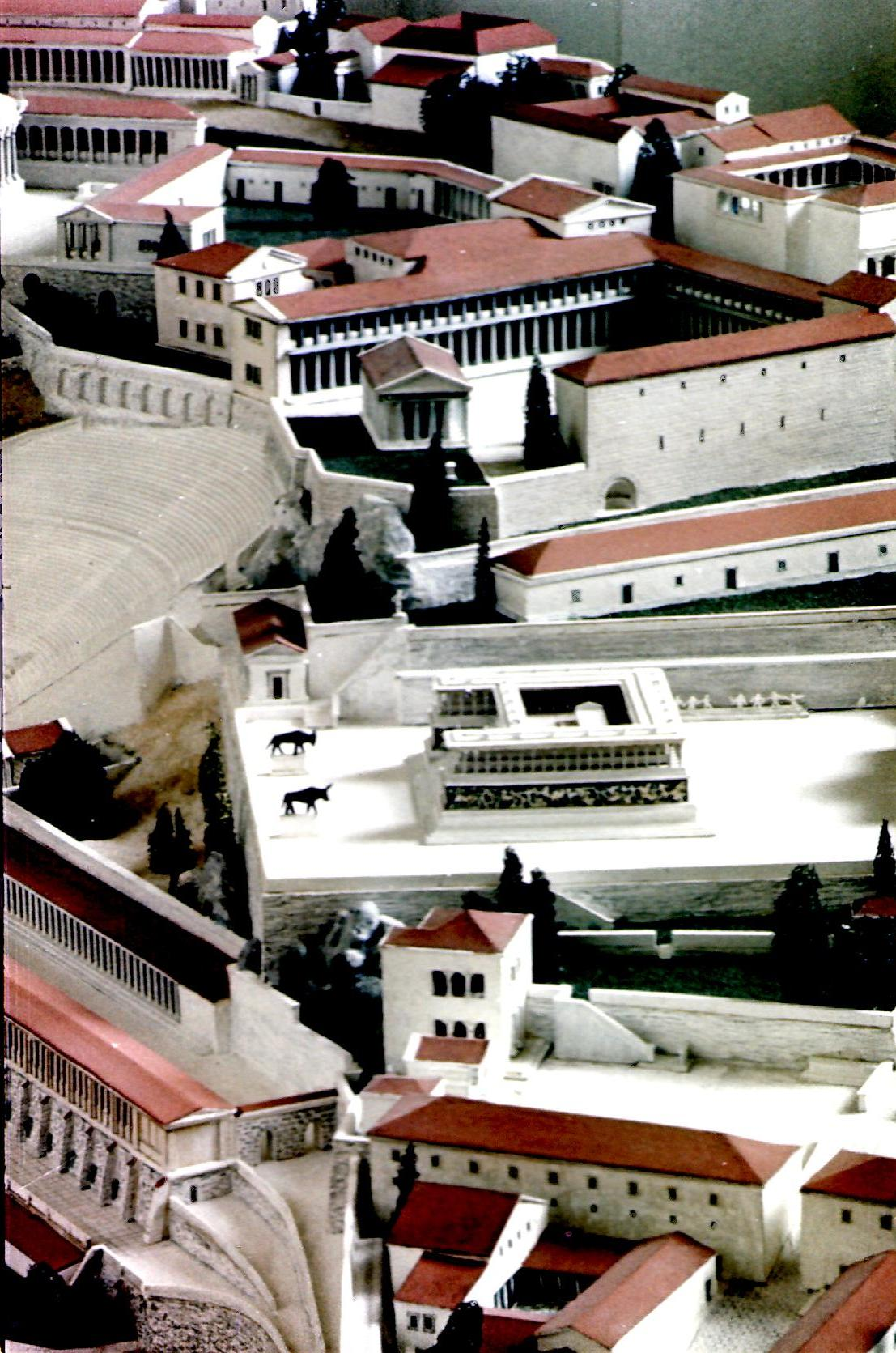
„Telephus-Saal”: Modellfotó, a Pergamoni akropolisz részlete
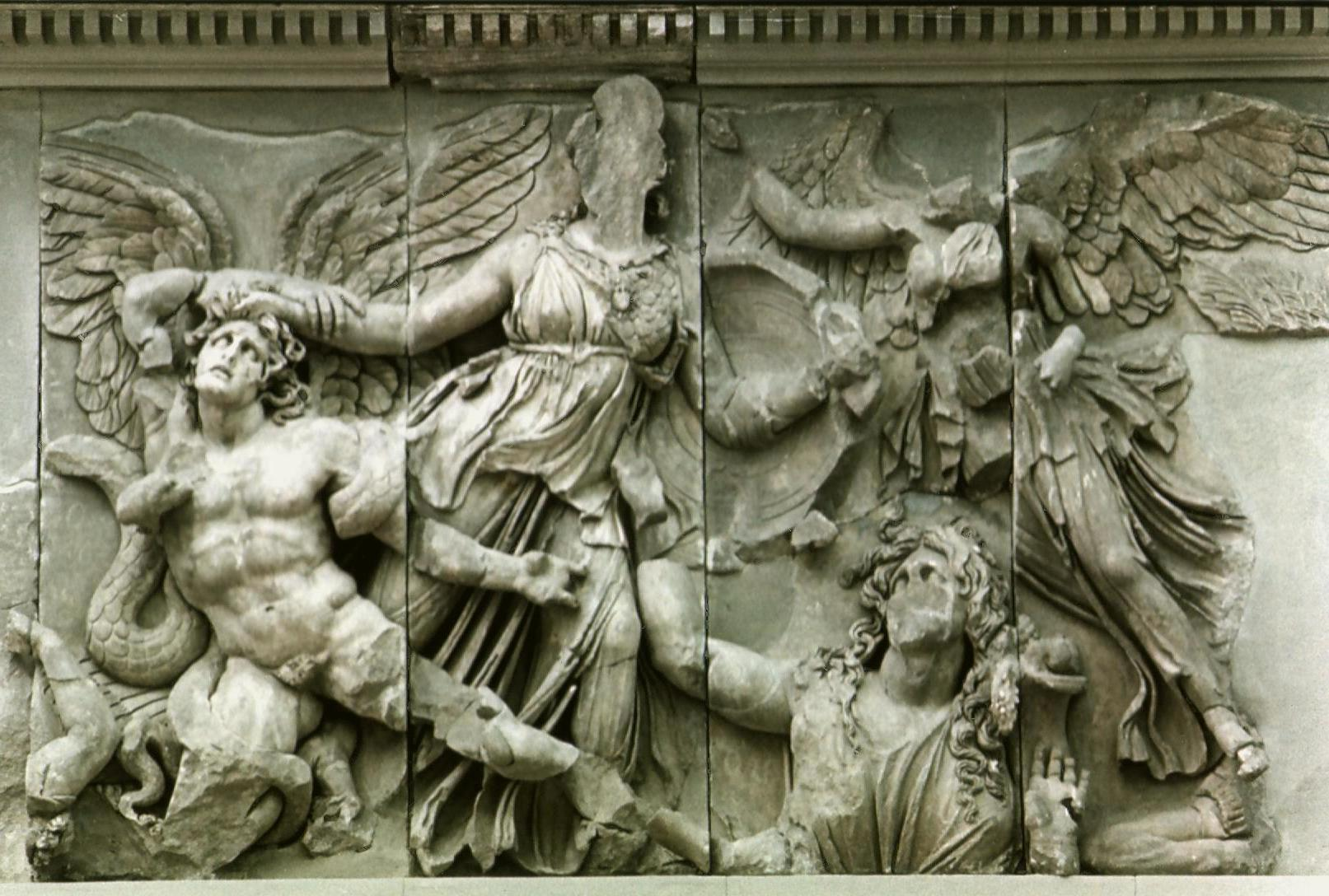
Zeusz-Oltár keleti fríz: Athéné-csoport
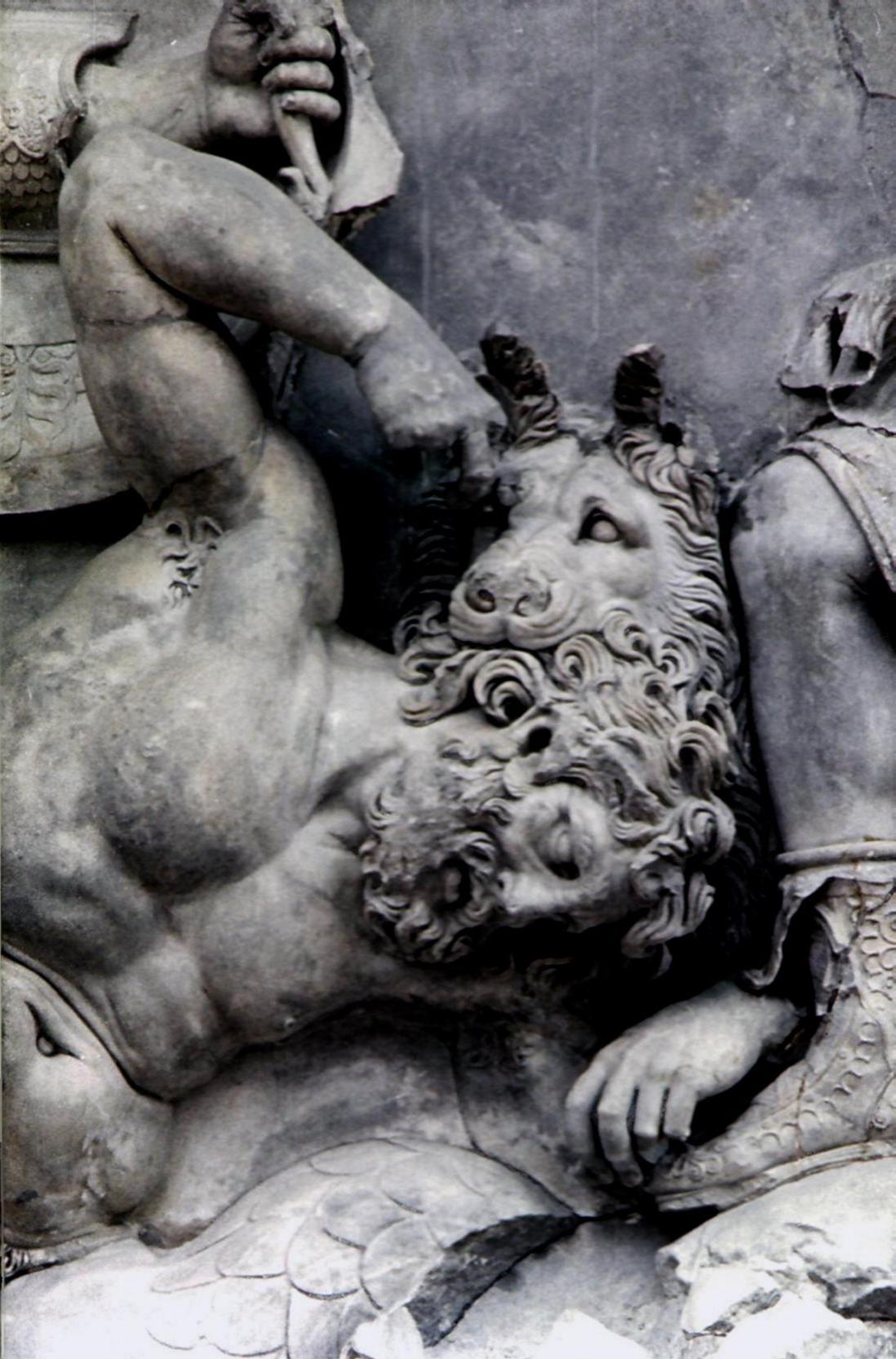
Zeusz-Oltár keleti frízről: Artemisz kutyájától megsebzett gigász
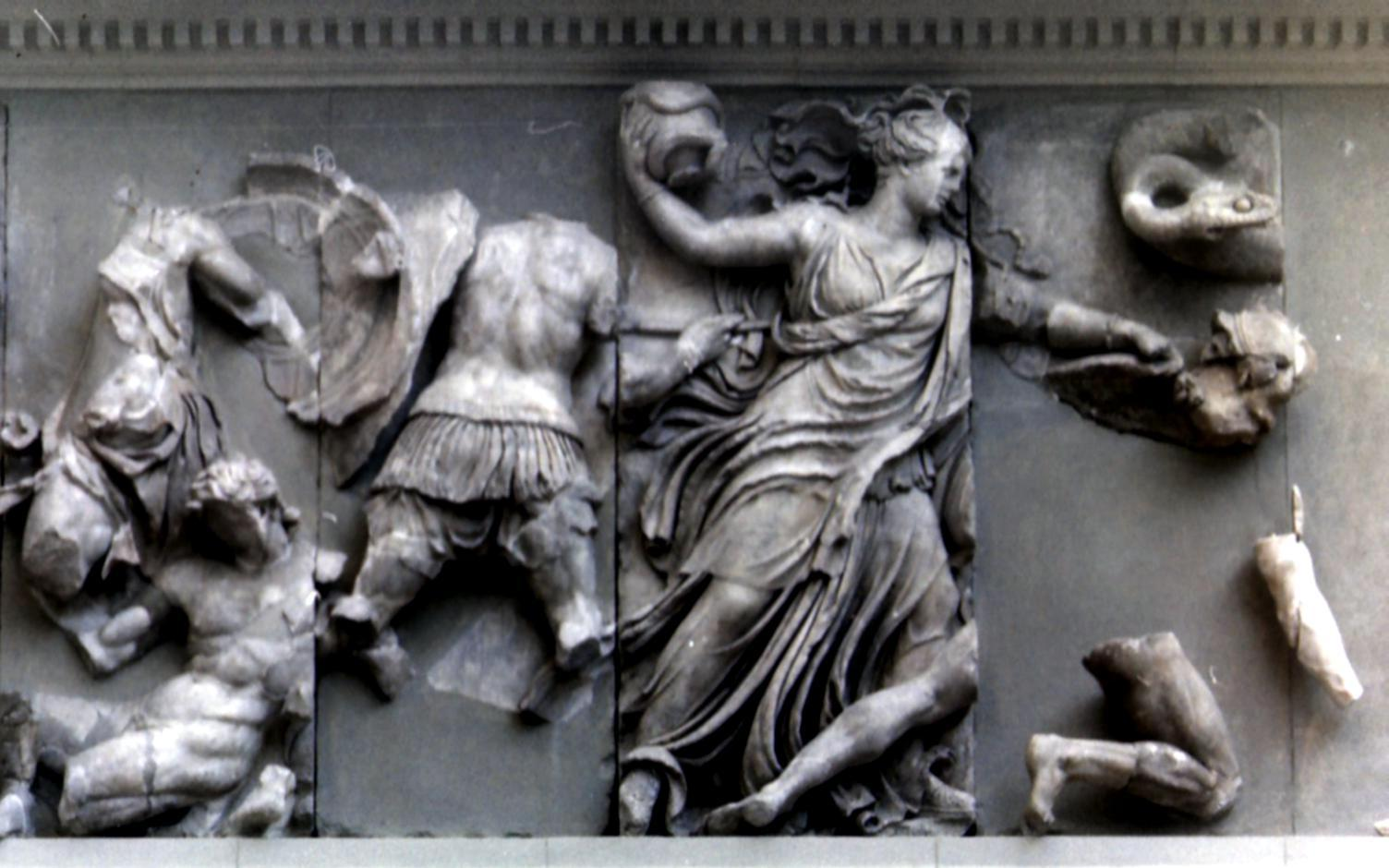
Zeusz-Oltár, északi fríz részlete: Nix, az Est istennőjének hatca gigásszal.
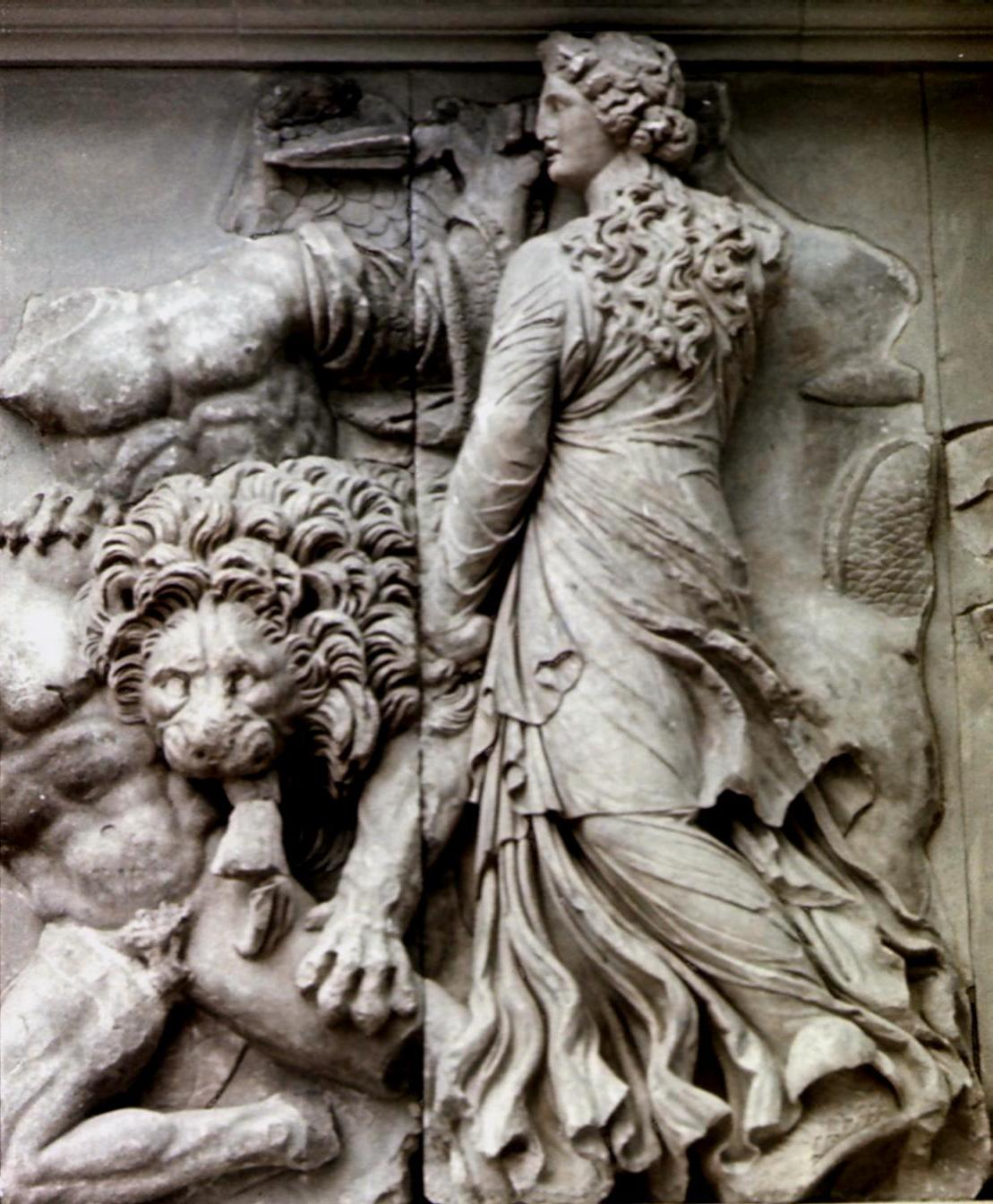
Zeusz-Oltár északi frízről: Keto-csoport
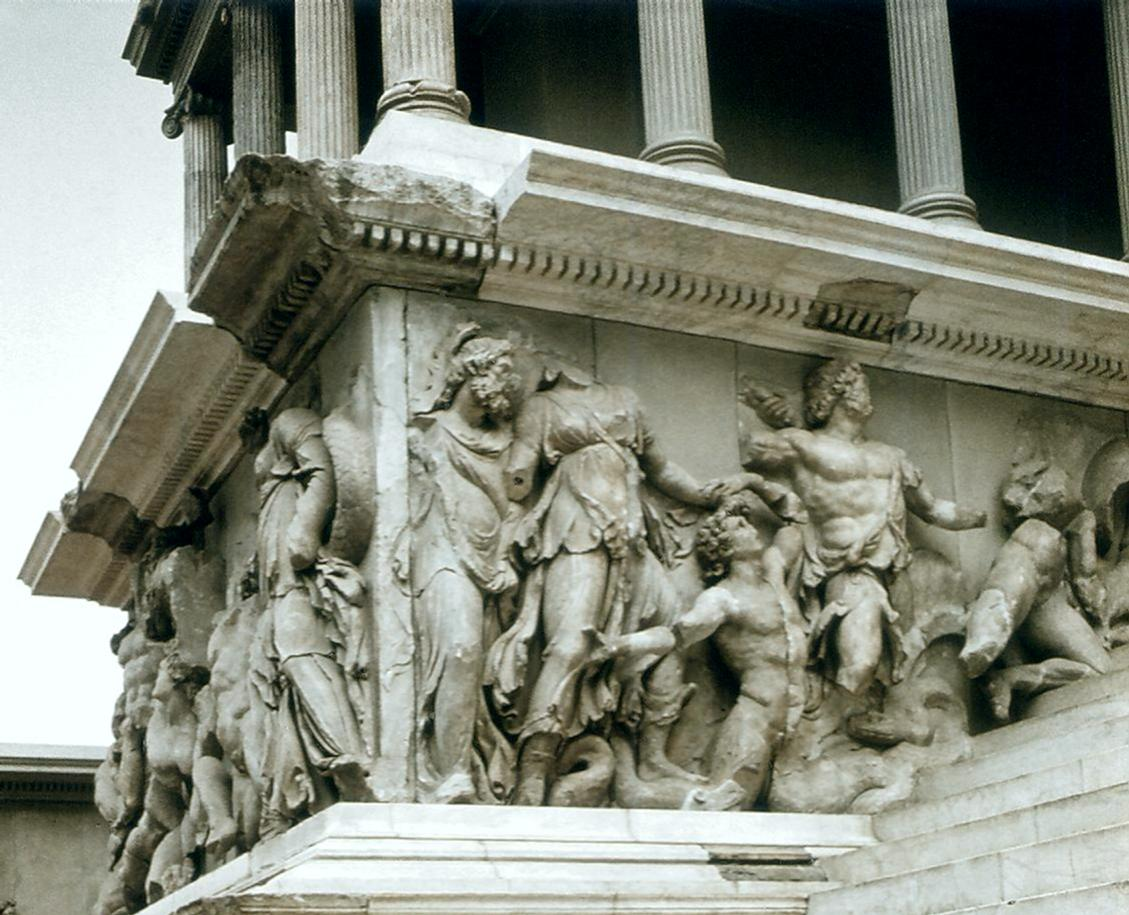
Zeusz-Oltár, nyugati rizalitfríz: Nereus, Doris, Okeanos csoport
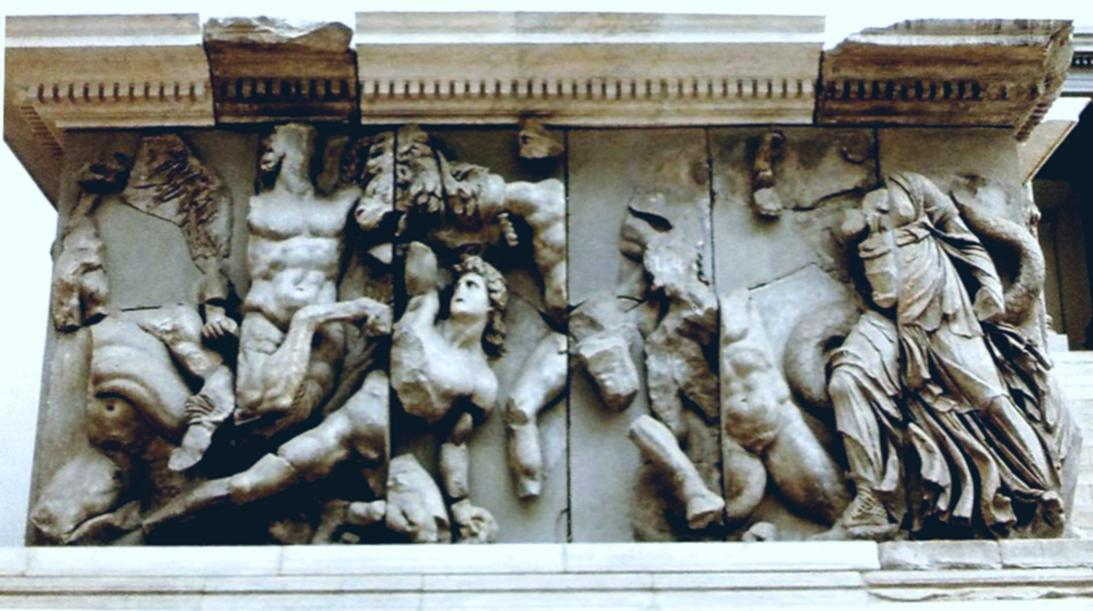
Zeusz-Oltár, északi rizalitfríz: Triton harca három gigásszal
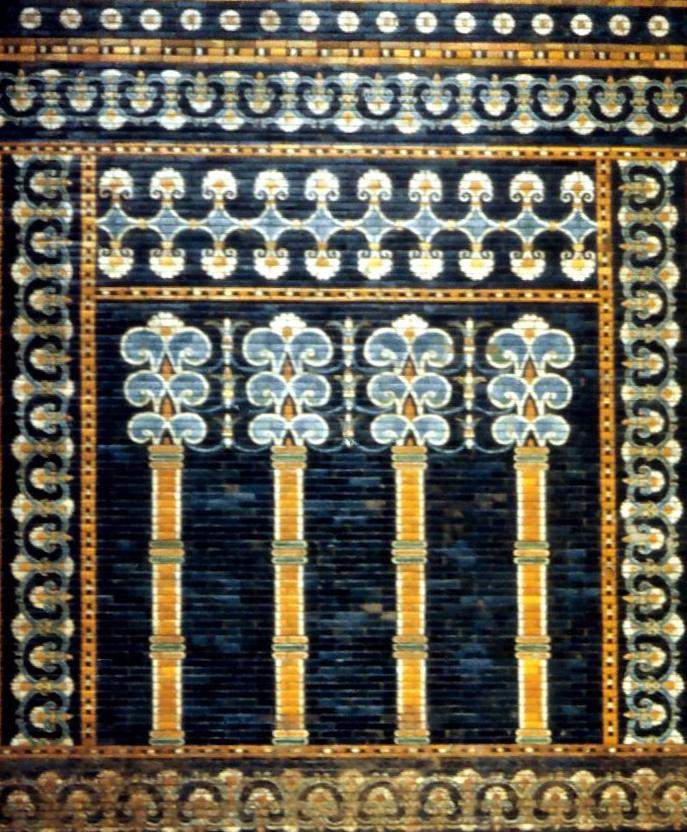
„Babilon-Saal”: Trónterem színes kerámia falborítása. Babilon, i. e. 580 k.
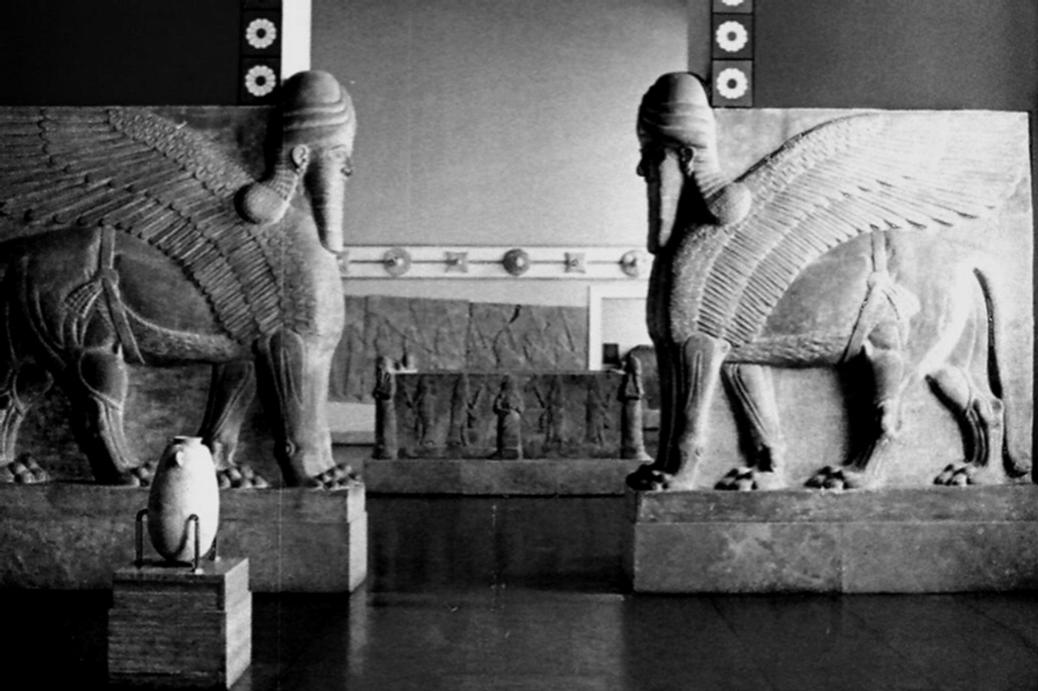
Kalach/Nimrud: Kapuvédő szfinxek (gipszöntet) i. e. 9. sz.
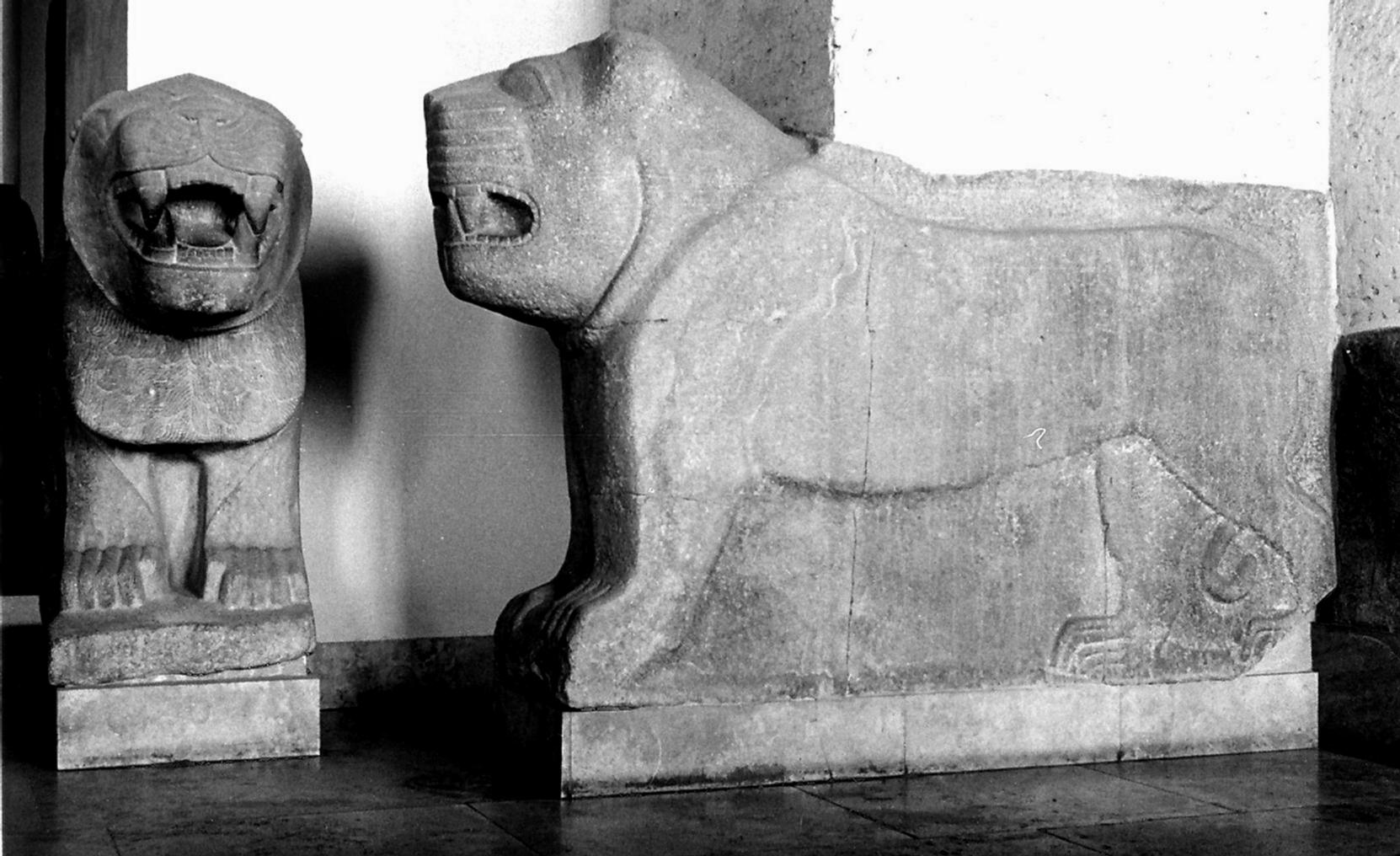
Kapuvédő kő-oroszlánok Bogazköy (Hattusas, déli kapu i. e. 18-16. sz.)
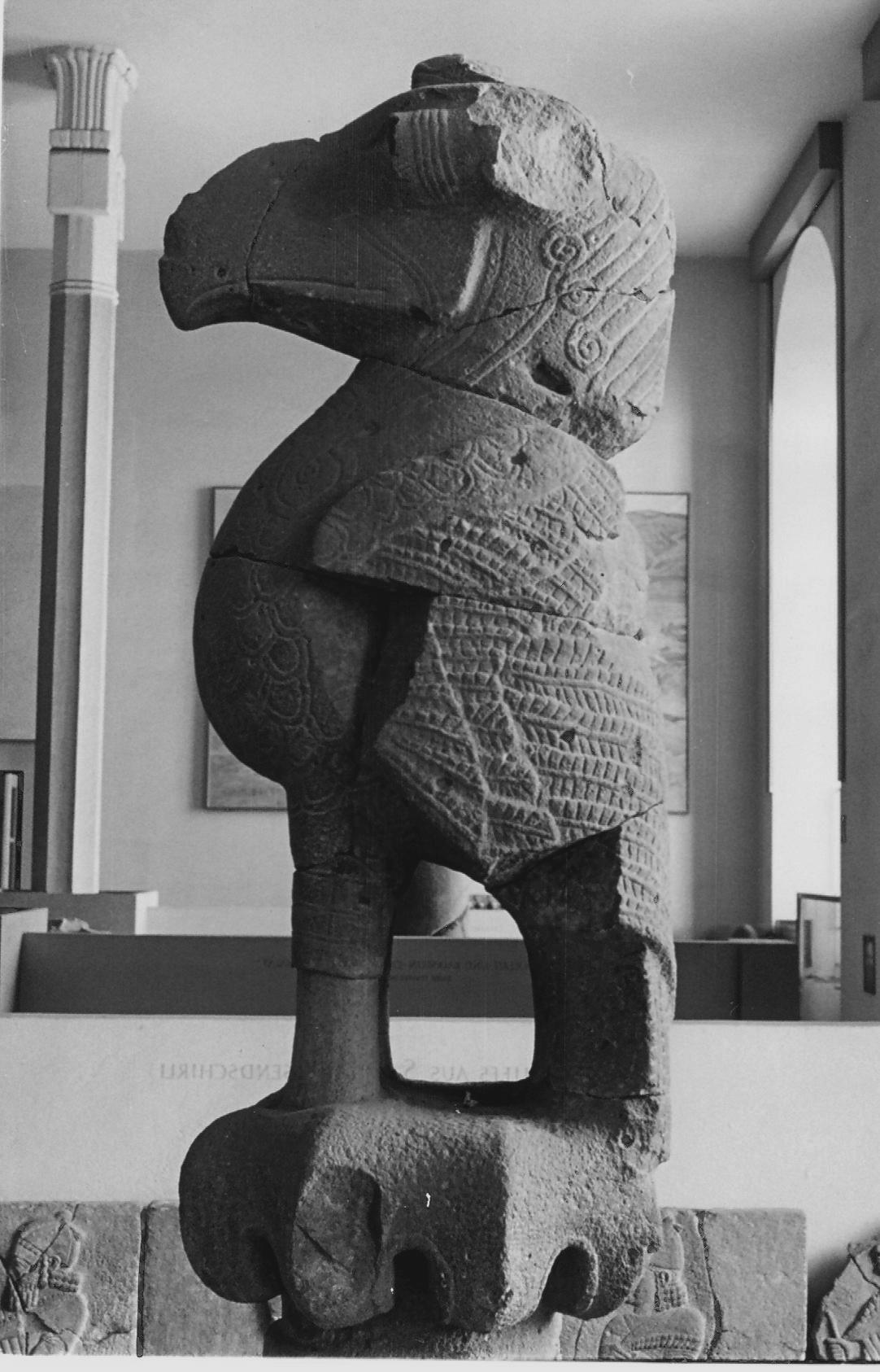
Óriásmadár Tell Halafról (dolerit, i. e. 900 k.)